# 2014年のラジオ (日本)
2014年のラジオ (日本)では、2014年の日本のラジオ番組、その他ラジオ界の動向について記す。

## 主な番組関連の出来事

### 1月
- 4日 - 文化放送と『ラブライブ!』のコラボレーション番組『RADIOアニメロミックス ラブライブ!〜のぞえりRadio Garden〜』（DJ:南條愛乃、楠田亜衣奈）が期間限定で放送開始[1]。
- 6日 - ニッポン放送は、2013年12月30日に死去した大瀧詠一の追悼特別番組『オールナイトニッポンGOLDスペシャル ありがとう大瀧詠一さん、NIAGARA Forever』（22:00。DJ:くり万太郎）を東北放送、ABCラジオを除く全国17放送局ネットで緊急生放送[2]。
- 8日 - MBSラジオは、1月3日に死去した、やしきたかじんの追悼特別番組（19:00。DJ:子守康範他）を緊急生放送[3]。

### 3月
- 29日 - 文化放送で1987年4月から放送されてきた土曜午後のワイド番組『みのもんたのウィークエンドをつかまえろ』がこの日をもって放送終了、27年の歴史に幕[4]。
- 30日 - TOKYO FM制作、JFN38局ネットをしているラジオ番組『ハート・オブ・サンデー』で1994年4月から20年にわたって担当していたパーソナリティnonaがこの日の放送をもって勇退。
- 31日 - ニッポン放送『オールナイトニッポンGOLD』の大阪府など京阪神地区におけるネット局がABCラジオからFM COCOLOに移動。

### 6月
- 18日 - 文化放送の室照美アナウンサーと、フリーアナウンサーの小林奈々絵による『照美&奈々絵』のユニット曲、『金沢・愛のパラミシア』が発売[5]。
- 29日
  - JFN系列で1991年2月から放送されていた『Heavy Metal Syndicate』がこの日をもって放送終了。23年5か月の歴史に幕。
  - 美波がパリの演劇学校に1年間留学の為TOKYO FM『スカパー 日曜シネマテーク』のアシスタントを降板[6]。

### 9月
- 26日 - ニッポン放送で1994年4月4日から放送されていた『ナインティナインのオールナイトニッポン』がこの日をもって放送終了。20年半の歴史に幕。翌週10月2日より岡村隆史が単独となり、『ナインティナイン岡村隆史のオールナイトニッポン』が放送開始（ - 2020年5月8日（7日深夜））。
- 28日 - 文化放送で1999年4月から放送されていたアニラジ『智一・美樹のラジオビッグバン』がこの日をもって放送終了。15年半の歴史に幕。

### 10月
- 2日 - TOKYO FMをキー局とし、JFN38局ネットで放送している『SCHOOL OF LOCK!』のパーソナリティ、よしだ教頭が退任。6日の同番組にて新パーソナリティ、あしざわ教頭が就任。
- 13日 - NHK第1はこの日、台風19号の日本列島縦断が予想されることにより、早朝から深夜終日、台風関連の特設ニュースを中心とした番組編成となった。

### 11月
- 1日・2日 - 青森放送が、「RABラ・テ（RAB latte）」と題して、ラジオとテレビの同時放送を行う[7]。2015年（平成27年）10月31日も「RABラ・テ（RAB latte）」を実施し、12時から14時まで、テレビとの同時放送を行った[8]。

## 主なその他ラジオ関連の出来事
- 1月29日 - ニッポン放送制作のクラシック音楽番組のプロデュースを手がけた音楽プロデューサーの大木恵子がこの日、胸部大動脈解離のため東京都内の病院で死去（85歳没）[9]。
- 2月28日 - 岐阜エフエム放送が2013年9月期の決算で3億円超の債務超過となったことを理由にこの日の23時59分に放送終了。同社は会社解散・清算され、3月1日午前0時の放送から放送免許はエフエム東京とエフエム愛知などの出資により設立された新会社「エフエム岐阜」に譲渡された。民放ラジオ局の新旧分離による放送免許の譲渡はCROSS FMと兵庫エフエム放送に次いで3例目[10]。
- 3月1日 - NHK-FM放送が本放送開始45周年。
- 3月31日 - エフエム東京・JFN系列で放送されているFM文字多重放送「見えるラジオ」がこの日をもって終了[11]。
- 4月1日
  - エフエムインターウェーブが商号を「株式会社Inter FM」に変更し愛称と統一[12]。
  - Inter FMが名古屋圏の外国語放送局「InterFM NAGOYA」を2月からの試験放送を経て開局[13]。
  - IPサイマルラジオ「radiko.jp」の有料エリアフリーサービス「radiko.jpプレミアム」を開始。参加68局中60局がエリア制限無しで聴取できるようになる。
- 4月30日 - cross fmが福岡県内とradiko.jpプレミアムで配信開始[14]。
- 5月9日 - ふくしまFMが福島県内とradiko.jpプレミアムで配信開始[15]。
- 7月1日 - 東京放送ホールディングス（TBSHD）が運営するクラシック音楽専門のインターネットラジオ「OTTAVA」のサービスを音源提供元のナクソス・ジャパンが商標・ドメインを引き継いで運営の継続を行う予定[16]。
- 8月1日 - ラジオ福島がradiko.jpプレミアムで配信開始[17]。
- 9月1日 - MBSラジオがradiko.jpプレミアムで配信開始[18]。
- 9月3日 - 16時をもって総務省は「災害発生時に被害を受け放送の継続が困難となる事態への対策及び都心部における難聴の解消等を目的」として、TBSラジオ&コミュニケーションズ、文化放送、ニッポン放送の在京AMラジオ3局の「墨田FM補完局」（送信所：東京スカイツリー）に予備免許を付与[19][20][21]。
- 10月1日 - 青森放送、「radiko.jp」および「radiko.jpプレミアム（エリアフリー聴取）」にて、RABラジオのインターネット全国配信を開始[22][23]。
- 11月3日 - 南海放送、難聴取対策および災害発生時の対策として日本初AM・FM兼用放送局（FM補完中継局の第1号）のFM試験電波発射。周波数は91.7 MHz（松山親局）[24]。
- 11月4日 - 新潟放送がradiko.jpプレミアムで配信開始[25]。
- 12月1日
  - 栃木放送、radikoでの栃木県内配信サービスを開始（radikoプレミアムにも対応。）。
  - 南海放送のFM本放送開始（愛称・Fnam（エフナン））[26]。
  - 北日本放送が90.2MHzのFM中継局の運用を開始[27]。
  - 山陽放送が岡山県内とradiko.jpプレミアムで[28]、栃木放送が栃木県内とradiko.jpプレミアムで[29]、南日本放送（鹿児島）がradiko.jpプレミアムで[30]、それぞれ配信開始。

## 開局
- 4月1日 - 「InterFM NAGOYA」（後のRadio NEO、2020年閉局）

## 商号変更
- 3月1日 - 岐阜エフエム放送→エフエム岐阜
- 4月1日 - エフエムインターウェーブ→InterFM

## 節目

### 記念回
- 5000回 - 荒川強啓 デイ・キャッチ!（6月13日、TBSラジオ）
- 1000回 - ナインティナインのオールナイトニッポン（6月6日(5日深夜)（レギュラー放送の記念回は6月20日<19日深夜>）、ニッポン放送）
- 400回
  - 7月12日 - 久米宏 ラジオなんですけど（TBSラジオ）
  - 12月21日 - 志の輔ラジオ 落語DEデート（文化放送）
- 300回
  - 1月12日 - 爆笑問題の日曜サンデー（TBSラジオ）[31]
  - 6月28日 - 土曜朝イチエンタ。堀尾正明+PLUS!（TBSラジオ）
- 200回 - Co-sotto 1-6（1月25日、NACK5）[32][33]
- 100回 - 司馬遼太郎短篇傑作選（8月30日、ラジオ大阪）

### 開局周年
1月
- 1月1日 - 九州朝日放送（KBCラジオ福岡局、JOIF）開局60周年[34]

3月
- 3月1日
  - 山陰放送（米子局、JOHF）開局60周年
  - NHK-FM放送（本放送開始45周年）

4月
- 4月1日
  - 和歌山放送（和歌山局、JOVF）開局55周年
  - エフエム栃木（JOSV-FM、開局20周年）
  - 岡山エフエム放送（JOVV-FM、開局15周年）

6月
- 6月1日 - FM802（JOFV-FM、開局25周年）

7月
- 7月1日 - 山梨放送（甲府局、JOJF）、宮崎放送（宮崎局、JONF）開局60周年
- 7月15日 - ニッポン放送（JOLF、開局60周年）

9月
- 9月1日 - エフエム沖縄（JOAP-FM、開局30周年） [35]

10月
- 10月1日
  - 琉球放送（RBCiラジオ那覇局、JORR[36]）開局60周年
  - ベイエフエム（JOGV-FM、開局25周年）

12月
- 12月1日 - エフエム宮崎（JOMU-FM、開局30周年）
- 12月24日 - エフエム愛知（JOCU-FM、開局45周年）

## 開始番組

### 2014年1月放送開始
1月2日 - 亀渕昭信のお宝POPS（火曜会。山形放送、21:00他。DJ：亀渕昭信）
1月4日 - 西村由紀江 SMILE WIND（AFB、土曜8:00。エフエム岩手、土曜8:30。Date fm、エフエム秋田、エフエム山形、土曜9:00。ふくしまFM、日曜9:30）
文化放送 超!A&G＋
- 1月7日 - 種田梨沙と新田恵海の新種ラジオ（火曜日23:30）[37]
- 1月9日 - 喜多村英梨の英立魔法学園（木曜日24:30）[38]
- 1月10日 - 木戸衣吹・エリイちゃんのゆめいろ学院 Doki☆Doki参観日（金曜日26:00）[39]
- 1月11日 - あませらげ!東京!（土曜20:00。DJ:おたっきぃ佐々木、レイちゃん）[40] レギュラー放送化

TOKYO FM
- 1月6日 - Doll☆Elementsのラジオ番組、略して『どるラジ』（月曜日25:00）

ミュージックバード cross culture チャンネル
- 1月2日 - 山本リンダのどうにもとまらNight（木曜日20:00）
- 1月5日 - 佐々木秀実 ハートウォーミングラジオ 生きてりゃいいさ（日曜日20:00）[41]

HBCラジオ
- 1月5日開始 - 森崎博之のジャンジャンジャンプ（日曜日22:00）

AIR-G'
- 1月1日 - ANI-ON!（水曜日19:00。DJ:前田幸）

アール・エフ・ラジオ日本
- 1月4日 - 宮崎美千子のビューティ・マジック!（土曜日8:15）[43]
- 1月7日 - 渡辺舞と永尾まりやのTuesday Night（火曜日22:30）

FM yokohama
- 1月3日 - Dance Dance Dance（金曜日24:30。DJ:生島翔[44]）
- 1月5日 - Classic Color（日曜日23:30。DJ:長富彩）
- 1月6日 - ミュージックナイトパーク（月曜日24:00。DJ:@djtomoko n Ucca-Laugh[45]）
- 1月7日 - ガラクタ鑑定団（火曜日24:00、DJ:Cure Rubbish）
- 1月8日 - 教科書の落書き（水曜日25:00、DJ:竹友あつき[46]）

K-mix
- 1月7日 - K-mix みんなの19HR!×オレンジポート みんなの課外授業〜転校生はアイドル♪〜（火曜日 20:23頃〔K-mix みんなの19HR!内〕。出演:山田青雅星〔オレンジポート〕、石田結々〔オレンジポート〕 / 加藤ジュン）[47]
- 1月12日 - 竹友あつき[46] と浅田信一のロックンロールミュー塾（日曜日19:30）[48]

北日本放送
- 1月5日 - 志の輔&もみの師匠!コレ知ってます?（日曜12:00。出演:立川志の輔、長江もみ）

KBS京都
- 1月5日開始
  - めざめの一歩（日曜日5:05）
  - ピアニストの詩（うた）（日曜日23:30。DJ:平野実貴、山崎弘士）

ラジオ関西
- 1月2日 - 宮崎武と小川リエの「演歌道」（木曜日21:40）[50]
- 1月5日
  - お願いラジオ（日曜日18:45）
  - 北条美樹の心の窓（日曜日19:50）[51]
- 1月6日 - manaとyumikaのミッドナイト☆アフター（月曜日24:30）[52]

fm osaka
- 1月4日 - 相川七瀬のLOVE LOCK FLAMINGO（土曜日21:30）

FM FUKUOKA
- 1月6日 - Flower Blooming Radio（月曜日25:00）

ラジオNIKKEI
- 1月5日 - 藤島大の 『楕円球にみる夢』（ラジオNIKKEI第1、第1日曜22:00）[53]

### 2014年2月放送開始
RKBラジオ
- セカンドライフ満喫ラジオ「セイルオン!サンデー」（日曜5:00 出演:中西一清、あべやすみ）

### 2014年3月放送開始
ニッポン放送
- 3月31日
  - ENEOSプレゼンツ あさナビ(平日〔月 - 金曜〕6:43頃〔高嶋ひでたけのあさラジ!内〕。出演:黒木瞳 / 高嶋ひでたけ)
  - 大谷ノブ彦 キキマス!（ニッポン放送[54]、平日〔月 - 木曜〕13:00。MC:脊山麻理子）[55][56]

ニッポン放送、NOTTV
- 3月31日 - 大原櫻子のオールナイトニッポン0(ZERO)（月曜日深夜27:00）

信越放送・新潟放送・北日本放送・北陸放送
- 3月31日 - 北陸新幹線で行く!いい旅ラジオ旅（放送時間は各局別）

静岡放送
- 3月31日 - 朝番長（平日〔月 - 金曜〕6:30。DJ:〔月 - 水曜〕野路毅彦、〔木・金曜〕大石岳志）

KBS京都
- 3月31日 - 京都発よしもとハッピーアワー[57]（平日〔月曜日 - 水曜日〕21:00。DJ:〔月曜日〕今いくよ・くるよ、プリマ旦那 / 〔火曜日〕坂田利夫、大木こだま・ひびき / 〔水曜日〕しほう八方、進入きん枝）

MBSラジオ
- 3月31日 - ノムラでノムラだ♪（平日〔月 - 木曜〕16:00）再改題、リニューアル

ABCラジオ
- 3月31日
  - よなよな…（平日〔月 - 木曜〕22:00）
  - 夜は、おととも（平日〔月 - 金曜〕25:00）

RKBラジオ
- 3月31日
  - ニュース新発見 インサイト（平日〔月曜日 - 金曜日〕7:00 出演:櫻井浩二、本庄麻里子）
  - 二丁目お茶の間劇場（月曜日18:00 出演:坂口卓司、富永倫子）

KBCラジオ
- 3月31日
  - Morning Wave（平日〔月 - 金曜〕7:00）
  - TOGGY's AHEAD!（平日〔月 - 金曜〕16:00）

### 2014年4月放送開始
4月5日 - 市橋有里のやっぱり走って損はない!!（四国放送、月曜18:30。山口放送、土曜8:15。山梨放送、土曜10:15)
NHKラジオ第1
- 4月2日 - ミュージック・イン・ブック（水曜21:30。DJ:松浦寿輝）
- 4月26日?[62] - 怒髪天・増子直純の月刊★ロック判定（毎月最終週末土曜20:05）『怒髪天 増子直純兄ィのロックな労働相談室』より番組名変更

NHKラジオ第2
- 4月1日 - エンジョイ・シンプル・イングリッシュ（平日〔月 - 金曜〕9:10。監修:高山芳樹、英文監修:ダニエル・スチュワート。出演: 中島亜梨沙）
- 4月3日 - ラジオビジネス塾 〜35歳からのスキルアップ〜（木曜22:00、金曜22:00。出演:飯田泰之）

NHK FM
- 4月1日 - MISIA アフリカの風（火曜日23:00）レギュラー放送化[63]

TBSラジオ
- 4月5日
  - 週末お悩み解消系ラジオ ジェーン・スー相談は踊る（土曜19:00）[65]
  - デブッタンテ（土曜27:00。出演:うしろシティ、ハライチ）
  - 歌会（土曜28:00。出演:杉山真也）
- 4月6日
  - 西村雅彦 秘密喫茶M（日曜 17:00）
  - 深夜の使える情報マガジン 渋谷和宏・ヒント（日曜日 23:30）

文化放送
- 4月1日 - サンシャインシティPresents住岡梨奈のヒトリゴト（火曜日23:30頃〔レコメン!内〕）
- 4月6日
  - 東京ガスPRESENTS 押切もえのTOKYO DISCOVERY（日曜日13:00）[67]
  - SPORTS DISCOVERY from TOKYO SKYTREE TOWN® STUDIO（日曜日15:00）
  - みのもんたの ニッポンdiscover again（日曜日 16:00）[68]

ニッポン放送
- 4月5日
  - 八木亜希子 Cafe どようび（土曜日8:30）
  - SHELLY GO ROUND 〜ゴー・ラウンド〜（土曜日15:30）
- 4月6日 - 土田晃之 日曜のへそ（日曜日12:00）

ニッポン放送、NOTTV
- 4月1日 - Czecho No Republicのオールナイトニッポン0(ZERO)（火曜日深夜27:00）
- 4月3日 - ウーマンラッシュアワーのオールナイトニッポン0(ZERO)（木曜日深夜27:00）レギュラー放送化
- 4月4日 - ラブレターズのオールナイトニッポン0(ZERO)（金曜日深夜27:00）レギュラー放送化

TOKYO FM
- 4月2日 - GRANRODEOのもっともハートに火をつけて（火曜日21:00）
- 4月4日 - イモトのWiFi presents 高城亜樹のフライデートリップ（金曜日21:00）[69]
- 4月6日 - ロック座の怪人（日曜日 20:00。出演:小林克也）

JFN
- 笑楽校放送講座 / 耳笑い〜笑いの鎖〜より改題 →[70]
- サードプレイス(平日〔月 - 金曜〕5:30)ON THE WAY ジャーナルより改題

J-WAVE
- 4月6日 - SEIBU SOGO CREADIO（日曜日 21:00 - 21:54。DJ:佐藤オオキ、クリス智子）[71]

InterFM
- 4月1日 - Happy Hour!（平日〔月 - 金曜〕11:00。DJ:野村雅夫、トムセン陽子、井手大介）[72]

bayfm
- 4月1日 - 妄想科学少年（水曜（火曜深夜）1:00。DJ:phatmans after school）
- 4月3日
  - J-POP GOLD（木曜19:00。DJ:門脇知子）
  - FEELIN' UP!（金曜（木曜深夜）1:30。DJ:渋沢一葉、仁田宏和）
- 4月4日 - JUMP da ベイベー!（土曜（金曜深夜）1:30。DJ:有岡大貴〔Hey! Say! JUMP〕、髙木雄也〔Hey! Say! JUMP〕）
- 4月5日 - Branding Hit Tokyo Bay（日曜（土曜深夜）0:30。DJ:Risa〔Carat〕[74]、鈴木あや）
- 4月6日
  - CUTIE ♥ SUNDAY（日曜6:30。DJ:ドーキンズ英里奈）
  - 君のアシタを応援したい!（日曜20:30。DJ:Doll☆Elements）

HBCラジオ
- 4月5日 - 北乃カムイのもにょもにょラジオ!（適当）（日曜（土曜深夜）2:00）
- 4月6日 - 部活なう!（日曜8:15。出演:加藤雅章、堰八紗也佳）HBCスポーツゾーン『ファイト!!』より番組独立し放送時間大幅繰上げ週末移動

秋田放送
- 4月5日 - CLAP RADIO(土曜日13:00。DJ:高田由香)

FM AKITA
- 4月1日
  - ゲツモク Live Compilation ブンブン!!（平日〔月 - 木曜〕13:30）Smooth CafeとEvening StREAMを統合
  - オシャベリザムライ（火曜18:00。DJ:高橋航、佐々木陽介）

新潟放送
- 4月5日開始 - 新海史子のLINK!（土曜日13:00）[77]

KBS京都
- 4月1日 - チキチキ・遠藤Nami乗りジョニー[78]（火曜14:00）
- 4月6日 - 久米村直子のSuperDuper Sunday（日曜14:00）

MBSラジオ
- 4月1日
  - アッパレやってまーす!（平日〔火 - 木曜〕22:00）
  - NMB48のTEPPENラジオ（火曜24:30）単独番組化
  - うたバッカ（火 - 木曜25:30）
- 4月4日 - 茶屋町アイドルプラザ（木曜24:10。DJ:学天即）
- 4月5日
  - オレたちゴチャ・まぜっ! (第1部)（金曜25:50）
  - オレたちゴチャ・まぜっ! (第2部)（金曜27:30）
- 4月6日
  - ちょこっとやってまーす!（土曜24:30）
  - オレたちゴチャ・まぜっ!〜集まれヤンヤン〜（土曜日25:50）番組タイトル変更
  - てくてく♪信州（日曜日6:45。出演:魚住由紀、来栖正之）[79]レギュラー放送化
  - 茶屋町ヤマヒロ会議（日曜日10:00）
  - YANMAR Premium Life 本上まなみ Nature Breath（日曜日17:10）

和歌山放送
- 4月5日 - Fun×Fam学園放送部（土曜日21:30）[80]

西日本放送
- 4月6日 - 江刺伯洋のおかげサンデー（日曜日9:00）
- 4月7日 - 島敏光のポップス・フォーエバー （月曜日20:00）

RKBラジオ
- 4月5日
  - 中西一清 朝どれラジオ（土曜日6:00 出演:中西一清、田中みずき）
  - 川上政行サタデーバイキング（土曜日20:00 出演:川上政行、堤千春）
  - 　立川生志の世の中こげん面白かばい!（土曜22:30　出演:立川生志、久米ゆき）
- 4月
  - ミルベゼのソンデグラス（日曜日24:00 出演:mille baisers）
  - ももち浜ラジオプレーヤーズ（日曜日12:00 出演:米岡誠一、kaede）

南日本放送
- 4月6日 - S★UTHERN CROSSの「おやっとサンデーNight!」

### 2014年5月放送開始
JFN
- 5月24日 - 名車ソムリエ supported by NGP廃車王（土曜9:30〔TOKYO FM〕。出演：天野ひろゆき〔キャイ〜ン〕）

### 2014年7月放送開始
文化放送
- 7月6日 - 梶裕貴のひとりごと

ラジオ大阪
- 7月5日 - Chicken Garlic Steakのアカペラモーニング♪（土曜日7:30）
- 7月7日 - TOP POP MUSIC（平日〔月-木曜〕22:30、DJ:長田和彦）

NACK5
- 7月5日 - 手賀沼ジュンのウナンサッタリ・パンツ

HiBiKi Radio Station
- 7月16日 - 新田恵海のえみゅーじっく♪まじっく☆（水曜日、出演：新田恵海）[82]

RKBラジオ
- 7月
  - 博多華丸のくろいさでつながるバイ!（月曜20:30 出演:博多華丸）

### 2014年8月放送開始
アール・エフ・ラジオ日本
- 8月1日
  - 宍戸マサルとゆうたろうの歌謡ジャック30(金曜日21:30)
  - 週刊 小林ゆう(金曜日25:30。出演:和多田美咲、ライアンパトリック永司)[83]

### 2014年9月放送開始
TBSラジオ
- 9月30日
- OLERA（火 - 金曜20:00）
  - 片岡鶴太郎 今宵も神の雫（21:35頃、竹本聡子）

ニッポン放送
- 9月29日
  - 山口良一 今日もいきいきあさ活ニッポン（月曜5:00、火-金曜4:30）
- 9月30日 - 宇崎竜童 ジャポニスム・マイスター（火曜21:30）

ニッポン放送、NOTTV
- 9月29日 - 赤い公園のオールナイトニッポン0(ZERO)（月曜深夜27:00）

文化放送
- 9月30日 - 西内ひろ・石川真紀 ココロの話、カラダの話（火曜19:15）

青森放送
- 9月29日 - GO!GO!らじ丸

東海ラジオ
- 9月29日
  - 原光隆 はやバン!（平日〔月-金曜〕6:00、DJ:原光隆）
  - 矢野きよ実の朝は矢野流（平日〔月-金曜〕7:00。DJ:矢野きよ実、A:原光隆）
  - 日替わりラジオ コレカラ（平日〔月-金曜〕12:00）
  - 山浦・深谷のヨヂカラ!（平日〔月-金曜〕16:00。DJ:山浦ひさし、深谷里奈）

ラジオ大阪
- 9月29日 - モーニングライダー! 藤川貴央です（平日〔月-金曜日〕7:00。DJ:藤川貴央、A:松本雅子）

ラジオ関西
- 9月30日 - 寺谷一紀とい・しょく・じゅう

RCCラジオ
- 9月29日 - おひるーな（平日〔月-金曜日〕12:00）

### 2014年10月放送開始
TBSラジオ
- 10月5日
  - 嶌信彦 人生百景「志の人たち」
  - エブ★ラジ 夜の連続スマホ小説

文化放送
- 10月2日 - NMB48山本彩の、レギュラーとれてもうた!（木曜19:00、ハリセンボン）
- 10月3日
  - 木田裕士 ジパングの黄金（金曜19:00、A:石田紗英子）
  - アンファーPresents なかにし礼「明日への風」（金曜19:30、A:鈴木純子）
- 10月4日
  - 小芝風花のcolorful morning!（土曜6:50）
  - 飯塚治のスポーツタイム サムスポ（土曜17:40）
  - 楽器楽園〜ガキパラ〜 for all music-lovers（土曜18:00。DJ:武田真治、岡部麿知）
- 10月5日
  - 緑川光・今井麻美・内田彩のチェンクロラジオ（日曜21:30）
  - 花澤香菜・雨宮天のRADIO GREE NIGHT（日曜25:00）

文化放送 超A&G+
- 10月7日 - 回覧板 もし声優がいっぱい住んでるマンションがあったら（金曜22:00）Listenradioの出張版

ニッポン放送
- 10月2日
  - 新発見!アニめぐ（木曜日21:00。DJ:meg）
  - ナインティナイン岡村隆史のオールナイトニッポン（岡村単独進行による改題）
- 10月3日 - ニッポン食紀行（金曜日21:30）

TOKYO FM
- 10月4日

ミュージックバード

NACK5
HBCラジオ
- 10月4日
  - WEEKEND NAVI 「ファンダフル!」（土曜日8:00。DJ:テツヤ、堰八紗也佳）
  - 水野よしまさ サタデー フルサウンド（土曜日10:00。出演:佐藤 舞）

STVラジオ
- 10月12日 - 藤岡みなみのおささらナイト（日曜24:00）

青森放送
- 10月4日 - 麻生しおりの土曜はキュン

CBCラジオ
- 10月12日 - おっ三ラジオ（毎月第2日曜日24:00。出演:北野誠、井上トシユキ、戸井康成）

東海ラジオ
- 10月2日 - SKE48♥1×1は1じゃないよ!（木曜21:00。DJ:SKE48）
- 10月4日 - 天野良春 パラダイスキング（土曜7:00。出演:堀真理子）
- 10月5日 - 源石和輝 音楽博覧会（日曜12:00）
- 10月8日 - リトグリのハモれでぃお（水曜20:00）

@FM
- 10月1日 - メガネ赤札堂 presents オメガネDJのデリシャス・ミュージック（水曜21:00。DJ:レッド鈴木、ピンクゆかり）

MBSラジオ
- 10月2日 - AKB48木﨑ゆりあ 2014年のシンデレラ（木曜24:00。TBS,SFにもネット）
- 10月4日 - キナンpresents レッツ!ヴェルヴェッツ!!（土曜日17:45）

ABCラジオ
- 10月4日
  - 道上洋三の健康道場（土曜7:00。DJ:道上洋三、A:川添佳穂）
  - 乾麻梨子のBONBONラジオ

ラジオ大阪 OBC 1314 V-STATION
ラジオ関西
- 10月1日 - ジャズライブコレクション
- 10月2日 - 角座演芸アワー〜道頓堀から生放送!〜
- 10月3日 - アナログ・コネクション

RCCラジオ
- 10月3日 - 金曜ビート（金曜日17:47。DJ:青山高治）
- 10月4日 - 十輝のヒッチハイクRadio

山口放送
- 10月4日 - 松村邦洋のOH-!邦自慢（KNB,MRO,SBS,RNBにネット）

NHK FM
- 10月27日 - 健太×近田のロック巌流島（毎月最終月曜日23:00。出演:萩原健太、近田春夫）[84]

RKBラジオ
- 10月5日 - 下田文代のビタミンチャージ（日曜7:30 出演:下田文代）
- 10月 - MUSIC魂（水曜-金曜19:30）
  - 洋楽AMIGO!（木曜19:30 出演:TOM G、三好ジェームス）
- 10月 - 追跡!古の海の道の謎（日曜23:00 出演:坂田周大）

### 期間限定番組
- 1月1日 - 5月28日、FM AICHI WEDDING（水曜日21:00。出演:山口千景）[85] 全22回
- 1月4日 - 3月26日
  - LIVE 4 SEASON（JFN、土曜日9:50。DJ:中村亜裕美）
  - 土曜パーソナル（秋田放送、土曜13:00。出演:椿田恵理子。DJ:月替わり、〔1月〕ちぇす、〔2月〕近野淳一〔鴉〕、〔3月〕山本太郎〔秋田公立美術大学〕）
- 1月4日 - 6月28日、宮崎美千子のビューティ・マジック!（アール・エフ・ラジオ日本、土曜日8:15）[86] 全26回
- 1月4日 - 
  - ひょうごラジオカレッジ（ラジオ関西、土曜 6:30）『高齢者放送大学ラジオ講座』番組名変更
  - 俺達かまいたち（朝日放送ラジオ、土曜19:00）
- 1月4日 - DIVA誕生までの物語（ラジオ関西、月曜日 24:00。Kiss-FM KOBE、土曜日20:00。出演:橘茉依、青山絵美、早瀬夢実、Mi-A。DJ:藤原了、中島亜由美）[87]
- 1月5日 - 、桧家グループ MY FAMILY MY SONGS（TOKYO FM、日曜日9:55。出演:金子貴俊）
- 1月5日、1月12日、1月19日、1月26日 - USAGIの冒険（bayfm、月曜20:30。出演:上田和寛〔USAGI〕、杉山勝彦〔同〕）[88]
- 1月5日 - 3月30日、極上クルーズ情報（文化放送、日曜日17:35。司会:武田佳子）全12回
- 1月5日 - 6月29日、Classic Color（fm yokohama、日曜日23:30。DJ:長富彩）全26回
- 1月7日 - 3月25日、荒川祐二のトラブルバスターズ（MBSラジオ、火曜日26:00。出演:一鷹杏奈）全11回
- 1月7日 - 渡辺舞と永尾まりやのTuesday Night（アール・エフ・ラジオ日本、火曜日22:30）
- 1月17日 - 3月28日、LOTTE クレイジーガム放送局 presents 支配人 指原莉乃とHKT48 甘噛みフライデー（TOKYO FM、金曜日19:00）全10回
- 2月2日 - 7月26日
  - たずねてみちのく（山形放送、土曜日7:30。DJ:鴻巣巧一）[89]
  - ヒルトン福岡シーホークpresents "SHIHO"のリアル・トーク(crossfm)[90] 全26回
- 2月18日 - 中山そらのシャイニングスター（ラジオ関西、火曜日24:45）
- 3月1日 - ちーしゃの観察日記（AIR-G'、土曜日27:30。DJ:ちーしゃみん[91][信頼性要検証]）
- 3月31日 - 6月30日、大原櫻子のオールナイトニッポン0(ZERO)（ニッポン放送、NOTTV[54]、月曜日深夜27:00）全12回
- 3月31日 - 8月25日、Voice of TOKYO FM（月曜日21:00。インタビュアー:ハナコ、ウララ、デミ〔from シンクロのシティVOICE収集隊〕）全18回
- 3月31日 - 2022年3月21日、名古屋おもてなし武将隊 戦国音絵巻（CBCラジオ、月曜日21:00）CBCラジオ虎の穴より改題し週1回放送へ集約
- 4月1日 - 4月30日、詩人天気予報(bayfm、平日〔月 - 金曜〕20:54。DJ:菅原敏)全22回
- 4月1日 - 6月10日 / 6月23日、ホラーラジオ劇場『四十五番目の話』（ラジオ大阪1314 V-STATION、火曜23:30〔第12話のみ6月23日25:30〕。アール・エフ・ラジオ日本、月曜日25:30。週替わり出演）[92]
- 4月1日 - 9月12日、カープ女子 恋する応援団♪（中国放送、平日〔火〜金曜〕RCCカープナイター放送日のRCCカープナイター終了後21:00〜21:40の間に放送。日替わり交代制DJ:住本明日香、久保田夏菜、伊藤日向子のうち1名が担当）
- 4月1日 - back numberのオールナイトニッポン（ニッポン放送[54]、火曜深夜25:00）レギュラー放送化
- 4月2日 - 4月30日、bayじゃないか（bayfm、水曜日 22:00。DJ:ジャニーズWEST）全5回
- 4月2日 - 6月25日
  - DJ和のJ-ポッパー伝説（TOKYO FM、水曜日25:30）[93]
  - 1179 いい話 泣く話特別編（MBSラジオ、水曜日24:00。出演:U.K.）
- 4月2日 - 7月30日、宮城舞のSayLove（TOKYO FM、水曜日21:00）
- 4月2日 - 9月24日、USAGIのオールナイトニッポン0(ZERO)（ニッポン放送[54]、水曜日深夜27:00）
- 4月4日
  - Skyrocket Company週末会議supported byいつもNAVI(金曜16:30。出演:マンボウやしろ、浜崎美保)
  - Canvas 〜キャンバス〜（中国放送、金曜日22:00。出演:岩竹香織、週替わりDJ）[94]
- 4月5日 - 
  - コドモの疑問 supported by TOYO TIRES（土曜日9:50。出演：レッド吉田〔TIM〕）[95]
  - McDonald's HAPPINESS×happiness（TOKYO FM、土曜日14:00。DJ:小宮山雄飛、田中美保）
  - nano.RIPE月のリズム（TOKYO FM、土曜日26:00。出演:きみコ〔nano.RIPE〕）
  - deeper deeper（TOKYO FM、土曜日27:00。DJ:月替わり / 〔4月〕CREAM、〔5月〕まらしぃ、〔6月〕__〔アンダーバー〕、〔7月〕天月-あまつき-、〔8月〕OLDCODEX、〔8月31日〕小園美樹feat.moto、〔9月〕さめざめ、〔10月〕I DON'T LIKE MONDAYS、〔11月〕Gacharic Spin、〔11月29日〕バニラビーンズ、〔12月〕SILHOUETTE FROM THE SKYLIT、〔2015年1月〕Sugar's Campaign、〔2015年2月〕忘れらんねえよ、〔2015年3月〕lyrical school）[96]
- 4月5日 - 4月26日、TOKYO GOOD VIBRATION（J-WAVE、土曜日17:00。DJ:グローバー）全4回
- 4月5日 - 5月17日、THE BEATLES FOREVER（TOKYO FM、土曜日9:30。DJ：中村道生）[97]
- 4月6日 - 6月29日
  - 小川たけるの歌謡情報 回転木馬（文化放送、日曜17:30）全12回[98]
  - ホリの過払い金ホーリツ相談（文化放送、日曜日17:45。出演:高橋 健太郎〔司法書士法人イストワール〕）全13回[99]
- 4月6日 - Live LIVE Life（bayfm、日曜日深夜24:00。DJ:月替わり / 〔4月〕福田翔子[100]、〔5月〕楠正省[101]、〔6月〕Aldious、〔7月〕関隆浩〔かぐら〕、〔8月〕SCREW〔9月〕defspiral×THE MICRO HEAD 4N'S[102]、〔10月〕RoNo☆Cro[103]、〔11月〕DOLCE、〔12月〕yuri[104]、〔2015年1月〕Pass One Page×Fall on Gim-mick[105]、〔2015年2月〕FEST VAINQUEUR、〔2015年3月〕defspiral[106]、〔2015年4月〕AvelCain[107]）
- 4月18日 - 5月9日、KYOHEYのMusic Time Line（ラジオ大阪、金曜日19:00）[108] 全4回
- 4月19日 - ずん・飯尾和樹 バウンド・トゥ・トーク（東北放送、毎月1回第3週土曜日19:00。制作協力:宮川賢）
- 4月26日 - 9月22日、歌武蔵の月刊らじちゃんこ（CBCラジオ、毎月1回最終週17:00。出演:三遊亭歌武蔵）全6回
- 5月3日 - 
  - MUSIC FACTORY（J-WAVE、土曜日17:00。DJ:グローバー）
  - V・A・D weekend（CROSS FM、土曜日12:00。DJ:MASAKI）
- 5月6日 - アニちゅん♥Fukuoka（CROSS FM、木曜日23:00。出演:Leika〔Noble Princess〕、vanilla〔Noble Princess〕） [109]
- 5月7日 - 7月25日（全12回）、加門亮のパンドラの箱（アール・エフ・ラジオ日本、金曜23:30）
- 6月1日 -
  - いまいち萌えないラジオ（ラジオ関西、日曜日23:30）[110]
  - 堀田茜 ひとり女子会（MBSラジオ、日曜日24:00）レギュラー番組化
- 6月3日 - 6月30日、桑原茂→の×××ラジオ（TOKYO FM、月曜日21:00）[111] 全5回
- 6月4日
  - Ricoの『こぴらじ』（AIR-G'、水曜日19:30）[112]
  - 愛知銀行 presents 名越涼子のラ・ソワレ（FM AICHI、水曜日18:55。FM AICHI、木曜日18:55）
- 7月5日 - 26日、JR東日本 presents レールのむこうへ〜Re:Resort 信州（TOKYO FM、12:30。出演:大神いずみ、前川泰之。案内役:高橋万里恵）全4回
- 7月6日 - 9月27日、コスモ石油 presents 野口健×藤巻亮太のROCK!THE EARTH（TOKYO FM、〔2014年7月〕日曜日7:00。〔2014年8月3日 - 9月27日〕土曜日12:30）[113]
- 7月5日 - 
  - 國學院大學presents ベスパのHAPPY HAPPY SATURDAY!!（FM NIIGATA/FM NAGANO、土曜日9:30。DJ:Best Partner）
  - TOYOTA Athlete Beat（TOKYO FM、土曜日10:00。DJ:藤木直人）
  - MINTIA Refresh Music（TOKYO FM、土曜日11:30。DJ:山蔭ヒーロ）[114]
  - mikuchan GAIA & ARENA presents 重盛さと美のNewsic Live（FM OSAKA、21:00。DJ:重盛さと美、KOJI）
  - 手賀沼ジュンのウナンサッタリ・パンツ（NACK5、土曜日25:00[115]）
  - 氏家秀太のNEXT LINK（FM AICHI、土曜日25:00。出演:田口悠子）
- 7月7日 - 9月22日、高松豪とたかまつななのオールナイトニッポン0(ZERO)（ニッポン放送、月曜日深夜27:00）
- 9月29日 - 2015年3月26日、今夜もオトパラ!（ニッポン放送、平日〔月-金曜〕17:30）
- 10月1日 - 2015年3月25日、チャラン・ポ・ランタンのオールナイトニッポン0(ZERO)（ニッポン放送 / NOTTV、水曜日深夜27:00）
- 10月4日 - 10月25日、チャーリー永谷のCountry HAYRIDE（HBCラジオ、土曜日19:00）全4回
- 10月4日 - 2015年3月28日
  - 師岡正雄 サタデーショウアップスポーツ（ニッポン放送、土曜日17:50）
  - マキタスポーツ 土曜もキキマスター!（ニッポン放送、土曜日19:00）
- 10月4日 - asahiの街角の歌〜日はまた昇る!!（HBCラジオ、土曜日28:00）
- 10月5日 - 伊東正治のミュージック・バル（MBSラジオ、日曜日17:59）

## 終了番組

### 2014年1月放送終了
- 1月26日 - 朝日酒造 CLASSIC CLASSIC（FM NIIGATA）[116]

### 2014年3月放送終了
- 3月5日 - もぎたて!北海道（NHKラジオ第1）
- 3月12日 - ぬくだまりの宿 みちのく亭（NHKラジオ第1）
- 3月18日 - 元春レイディオ・ショー（NHK FM）
- 3月19日 - ゆきねえの名古屋なごやか喫茶（NHKラジオ第1）
- 3月22日 - 大きなツリーの木の下で〜from TOKYO SKYTREE TOWN® STUDIO〜（文化放送、Ustream）全102回[117]
- 3月24日
  - NoGoD団長のオールナイトニッポン0(ZERO)（ニッポン放送、NOTTV）
  - Wコロンの黄昏ラジオ GO!GO!スピーク（東北放送）
- 3月25日
  - Club-α（α-station）[118]
  - 久保ミツロウ・能町みね子のオールナイトニッポン（ニッポン放送、NOTTV）
  - motoのオールナイトニッポン0(ZERO)（ニッポン放送、NOTTV）
  - Freak☆Rush!（エフエム秋田）
- 3月26日
  - ダイノジ 大谷ノブ彦のオールナイトニッポン（ニッポン放送、NOTTV）
  - シシド・カフカのオールナイトニッポン0(ZERO)（ニッポン放送、NOTTV）
  - MBSうたぐみ Smile×Songs（MBSラジオ）
  - Noaのおだづモッコ!!（CBCラジオ 0時のつぶやき）[119]
- 3月27日
  - チアラジ!〜Cheers Radio〜（FM NORTH WAVE）
  - こいこいおぢやプログラム（FM新潟）[120]
  - 夕焼けSHUTTLE（NACK5）
  - 国分太一 TOKIO ザ・ライド（文化放送）
  - 柳家喬太郎のピロウトーク（TOKYO FM）
  - あつまれ!MUSIC COASTER（FM OSAKA）
  - ORANGE RANGE ラジオ〜コンタクト（JFN）
  - 東京女子流 MMちゃんねる*（NACK5）
- 3月28日
  - 武内裕之That's On Time（KBCラジオ）
  - バリっと朝!（宮崎放送）
  - 学!!late night!?あげいん(FM PORT)
  - みんなのラジオ（高知放送）
  - 田村ワローの気分は上々!（高知放送）
  - Candy Friday（FM NORTH WAVE）
  - ラジマル・フライデー（FM AICHI）
  - Feel MY TOWN 〜SCOPE〜（FM新潟）[121]
  - Twinkle Snow Jam（FM新潟）[122]
  - 中西一清スタミナラジオ（RKBラジオ）
  - 金曜やのパンチ★（KBS京都）
  - 嘉門達夫のどんなんやねん!（MBSラジオ）
  - LOVE SNOW PARADISE（FM PORT）
  - PORT COUNT DOWN NOW!（FM PORT）
  - friday special 〜THE PRESIDENTS 〜（CROSS FM）[123]
  - メキキの聞き耳（TBSラジオ）
  - AwesomeBeats, Mornin'Blues（InterFM）[124]
  - 志村けんの夜の虫（TBSラジオ）
  - MIDNIGHT ROCK CITY+R（NACK5）
  - 宇野常寛のオールナイトニッポン0(ZERO)（ニッポン放送、NOTTV）
- 3月29日
  - RAGTIME LIFE（FM NORTH WAVE）
  - docomo SAITAMA STYLE（NACK5）
  - みのもんたのウィークエンドをつかまえろ（文化放送）[4]
  - 仁鶴・裕子の午後の小径（ラジオ大阪）
  - げんこつ RADIO SHOW! (FM PORT)
  - ENEOSステーション大作戦 清水ミチコのミッチャン・インポッシブル（ニッポン放送）
  - ホップステップさわともひろ!（CBCラジオ）
  - TOGGY's T.T（crossfm）
  - 東海ラジオでポップカルチャーの番組を放送してみた。略して「放送してみた!」（東海ラジオ）[125]
  - よしもと下克上（TBSラジオ）
- 3月30日
  - SPICE UP!（ZIP-FM）
  - OneBody（InterFM）[126]
  - 夏目三久 Tokyo♥ナビゲッチュ〜!（ニッポン放送）
  - Sunday Sound Studio(InterFM)[127]
  - ピピッとサンデー Waku Waku Mix（文化放送）
  - 伊舞なおみのみんながメダリスト（KBS京都）
  - 福島暢啓の昭和歌謡でしょ!（MBSラジオ）
  - 高橋芳朗 星影JUKEBOX（TBSラジオ）
  - This is Rake!（JFN）[128]
  - Berryz工房 嗣永桃子のぷりぷりプリンセス（超A&G+）
  - 小西克幸・小川麻琴のぶんぶんシアター（文化放送）[129]
  - とっておき!サンデー（MBSラジオ）
  - 春山満の若者よ、だまされるな!（MBSラジオ）
  - ぴーたんぱん（MBSラジオ）
  - ピン子の今日も元気に123!（MBSラジオ）
  - ゴチャ・まぜっ!日曜日（MBSラジオ）
  - 桂南天のラジオ米朝一門会（ラジオ大阪）
  - MORNING GROOVE (bayfm)
  - Hyadain Station (bayfm)
  - Rな気持ち!（FMyokohama）
- 3月31日
  - MORNING MAXX!!（FM AICHI）
  - On the Beat（FM AICHI）
  - K・WEST ENTAME GENERATION（bayfm）
  - E-NIGHT（FM AICHI）
  - AAA浦田直也のいけ!浦田直也（東北放送）
  - MAKING SENSE（J-WAVE）
  - Realize（ラジオ大阪）
  - STROBE NIGHT!（NACK5）
- 4月26日 - フューチャーカレッジ 〜ラジオの中の学校〜 supported by 明治国際医療大学（FM OSAKA）

### 2014年5月放送終了
- 5月24日 - イケメン'ズ☆スタイル（TBCラジオ）[130]
- 5月25日 - BEAT OF LOTS(FM NIIGATA)[131]
- 5月30日
  - 共立メンテナンス 癒しの湯宿 presents N-Style（bayfm）期間限定放送終了
  - FRIDAY BATTERFLY SUNDAY（AIR-G'）期間限定放送終了

### 2014年6月放送終了
- 6月8日 - chinguのべフラジ〜Best Friend RADIO〜（FM NIIGATA）[132]
- 6月24日 - AAA宇野実彩子のラジオUNOッコリー（FM NIIGATA）[133]
- 6月25日
  - R*B Freak!（Fm yokohama）
  - 仙台貨物 千葉さんと一緒（NACK5）
- 6月26日 - 角川博の木曜劇場「モクゲキ」（アール・エフ・ラジオ日本）番組休止[134]
- 6月27日
  - 安井ゆたかの得々朝市（朝日放送）
  - 小桃音まいの☆きゃらめるまきRADIO2（FM PORT）
- 6月28日
  - TOYOTA GENERADIO（TOKYO FM）
  - 月桂冠 はんなり散歩（TOKYO FM）
  - Co-sotto 1-6（NACK5）全222回
  - 北山みつきのゆったりゆらり（アール・エフ・ラジオ日本）
  - Real Talk〜大学・高校研究会〜（FM NIIGATA）時差ネット終了
  - 私の時間（FM PORT）
  - ニュース・ハイブリッド（ラジオ大阪）
- 6月29日
  - 夏子と千和のツンピリラヂヲ（文化放送、ABCラジオ）地上波ネット終了
  - ひのうちどころ HA ナイッ!!!（Fm yokohama）

### 2014年7月放送終了
- 7月3日 - サウンド・ドリーマー（ラジオ大阪）
- 7月5日 - BiSのビッスン?（アール・エフ・ラジオ日本）期間限定放送終了

### 2014年8月放送終了
- 8月25日 - MINMIのレディオMAMA（NHK FM）

### 2014年9月放送終了
- 9月19日 - 矢野きよ実・山浦ひさし 太陽とバナナ（東海ラジオ）
- 9月20日 - ジェイムスのやるときはやるJ!（東海ラジオ）
- 9月24日 - 我が家とチキパのガヤガヤパレード（文化放送）特番化
- 9月25日 - ナインティナインのオールナイトニッポン（ニッポン放送）
- 9月26日
  - 井筒とマツコ 禁断のラジオ（文化放送）
  - 源石和輝 モルゲン!!（東海ラジオ）
  - 安蒜豊三 夕焼けナビ（東海ラジオ）
  - モーニングミックス（MBSラジオ）
  - 笑福亭銀瓶の銀ぎんワイド（ラジオ大阪）
  - 日々感謝。ヒビカン（中国放送）
  - あおもりTODAY（青森放送）
- 9月27日
  - 大人のラジオ 土曜は朝からのりゆきです!（HBCラジオ）
  - 天野良春"リアル"（東海ラジオ）
- 9月28日
  - MiNoの幸せ時間（CBCラジオ）
  - 多田木・古池 茶の間でショウ（東海ラジオ）
  - 由紀さおり 笑顔のなかで（TBSラジオ）
  - 嶌信彦のエネルギッシュトーク（TBSラジオ）
  - 〜IDOL SHOWCASE〜 i-BAN!!（NACK5）
  - 千田正穂の笑顔の真ん中に!（bayfm、FM新潟、Kiss-FM）
- 9月30日 - ガラクタ鑑定団（FM yokohama）

### 2014年12月放送終了
- 12月17日 - 小島慶子とミッツ・マングローブのオールナイトニッポンGOLD（ニッポン放送）
- 12月27日 - Radio キタエリあっ!（ラジオ関西）
- 12月28日
  - 菅原文太 日本人の底力（ニッポン放送）
  - おはよう浪曲（ABCラジオ）
  - ゆかりの今夜もゲームオーバー?（HBCラジオ）
- 12月29日 - キャイ〜ンの、今宵も最高潮 大儀であった!（TBSラジオ）

## 特別番組

### 1月放送
2014年うま年 優駿〜名馬物語〜（火曜会）
- 1月1日
  - おめでとう日本列島2014（NHKラジオ第1、8:05。出演:中谷文彦、寺門亜衣子）
  - New year's special2014 Dave & Joe の陰謀年越しROCK SHOW（InterFM、0:00。DJ:デーヴ・フロム、ジョー横溝）[153]
  - Welcome to bayfm 25th Year MUSIC HISTORY JAPAN〜1989-2014邦楽ROCK&POPS (bayfm、0:05。DJ:中村貴子)
  - スプツニ子!はみだす力2014（TOKYO FM、1:00）
  - 松本ひでお スポーツ万歳イヤー2014（ニッポン放送、5:00）[154]
  - 征平・柴田の午年いななきスペシャル〜元旦からやかましくてすみません!（朝日放送、5:00。出演:柴田博）[138]
  - 竹内獅士丸の新春三味線ジョッキー（HBCラジオ、8:15）[155]
  - 新年はウマい話でスタートダッシュ!お年玉クイズ2014!（BSSラジオ、8:15。DJ:宇田川修一、岡村帆奈美）[156]
  - ラジオグラフィティ アナウンサーって面白い 山川静夫×高嶋ひでたけ特別対談（ニッポン放送、11:30）[154]
  - いとうせいこうが聞く「不安社会の道標」（NHKラジオ第1、21:05。出演:坂口恭平、為末大）
- 1月2日
  - お正月から男子3人 勝手にヒット予報2014（RKBラジオ、7:00。出演:仲谷一志、米岡誠一、宮脇憲一）[157]
  - 最後の国立早明戦 101回目のノーサイド（ニッポン放送、11:00。出演:清宮克幸、堀越正己、五郎丸歩、垣永真之介、吉田義人、元木由記雄、圓生正義 他）[154]
  - 2014年マップ〜これでどーなる?〜（JFN、13:00。DJ:江連裕子）
  - 新春!ロシア若者文化講座（NHKラジオ第2、17:00。出演:櫻井孝昌、上坂すみれ、藤崎弘士）
- 1月3日
  - ヲタトーーーク!（秋田放送、14:00。出演:ゴトウモエ）
  - Lady go〜レディーがレディオに大集合!2014（中国放送、14:00）
  - 金谷多一郎・矢野燿大のラジオde「考えるゴルフ」（ABCラジオ、17:25）
  - 丁々発止!源氏物語 禁断の恋の楽しみ方（NHKラジオ第1、21:05。出演:林望 / 知花くらら、ロバート・キャンベル、市田ひろみ、小島ゆかり）
  - asahiのかっこいいことやろう!!!（HBCラジオ、21:30）[158]
- 1月5日
  - 桜木紫乃 北海道を愛して 書くことを愛して（AIR-G'、19:00[159]。出演:千葉ひろみ）
  - ココリコ田中直樹のラジオ動物園大図鑑（ニッポン放送、20:00[160]。出演:野田瑞穂〔上野動物園〕[161]、高松美香子〔井の頭自然文化園〕[162]、雨宮健太郎〔葛西臨海水族園〕[163]、橋本浩史〔多摩動物公園昆虫園〕[164]  / 進行役:五戸美樹[165]）
- 1月8日 - やしきたかじんさん追悼特別番組（MBSラジオ、19:00。出演:子守康範 / 桂坊枝、高井美紀、他）
- 1月12日
  - 永遠のナイアガラ伝説!〜大瀧詠一トリビュート〜（TOKYO FM、19:00[166]。DJ:伊藤銀次、杉真理）
  - 九龍ジョー ポップカルチャー新年会「2014 クるのはコイツだ!」（ニッポン放送、20:00[160]。出演:大橋裕之、立川吉笑、大森靖子、松江哲明。進行:阿諏訪泰義〔うしろシティ〕）[167][168]
- 1月13日
  - 新成人のあなたに贈るリクエスト（ニッポン放送、13:00。DJ:荘口彰久）
  - 吉田類の新成人に乾杯!（Kiss-FM KOBE、19:00。出演:林智美）[169]
- 1月19日
  - ドラマ「ロストデイズ」スペシャル〜秘密の赤いラジオ〜（ニッポン放送、20:00[160]、出演:瀬戸康史、赤い公園）[170]
  - 堀浩司の関西ホリホリラジオ!（MBSラジオ、20:00）[171]
- 1月26日
  - 河北麻友子・原幹恵・堀田茜 女子会（MBSラジオ、9:00。出演:小林将大[172]）
  - 瀬戸康史&ケラケラの「僕は友達が少ない」（TOKYO FM、19:00[166]）

### 2月放送
- 2月1日 - 食べて学んで60分〜川瀬良子“田んぼマスター”への道!〜（TBSラジオ、19:00[173]。解説:中村尚登）[174]
- 2月2日 - 石ちゃんのロケットラジオ（TOKYO FM、19:00[166]。出演:三宅伸治、山崎まさよし、ゆず。DJ:宮島咲良）[175]
- 2月6日 - ミヤリサン製薬presents『知られざる腸の世界』（TBSラジオ、19:00。出演: 安東弘樹、中澤有美子）[176]
- 2月8日 - 博多華丸・大吉の街ing Good!（TBSラジオ、19:00[173]）[177]
- 2月11日
  - LEON presents モテるオヤジの作り方（TOKYO FM、11:30。DJ:望月理恵、中田有紀。出演:パンツェッタ・ジローラモ）[178]
  - Chage&カキピーのバレンタイン大作戦!!（FM AICHI、11:30。DJ:柿元恵美）[179]
  - 静岡の魅力大発見 in 三保の松原（ニッポン放送、13:00[180]。DJ:荘口彰久、増山さやか）
- 2月15日 - 春日太一7ears in Tokyo（TBSラジオ、19:00[173]。出演:都築響一、内澤旬子、永六輔、藤木TDC、須田慎一郎、御厨貴 / 吉川美代子）[181]
- 2月16日 - 東京ガスpresents 菊池亜希子の東京もぐラジオ（TOKYO FM、19:00[166]）[182]
- 2月22日 - 百田尚樹 ラジオで語る2014『永遠の0』から『至高の音楽』まで」（ニッポン放送、18:00。出演:上柳昌彦、高岡早紀）[183]
- 2月23日 - 聴くミン[184] スペシャル 芥川龍之介、朗読の世界（MBSラジオ、20:00。朗読出演:加藤康裕、井上雅雄。司会:関岡香）[185]

### 3月放送
- 3月1日 - 渋谷和宏・ヒント〜裁判員、そのときあなたに起こること〜（TBSラジオ、19:00[173]）※パイロット版
- 3月7日 - 文化放送・ラジオ福島 共同制作「いま聴こう!福島の声を2014」（文化放送、〔7日 19:00〕  / ラジオ福島、〔9日〕19:00。出演:鎌田實、村上信夫、大和田新、山地美紗子）
- 3月8日 - “HiKARi”明日への記憶〜復興への道のり（TBSラジオ、19:00[173]。出演:生島ヒロシ、高田景子[186]、他）
- 3月9日
  - 被災地川柳（NHKラジオ第1、13:05。出演:林隆三）
  - 未希、あなたの声が〜亡き娘と生きる 両親の3年〜（GQ制作/NHKラジオ第1、20:05。出演:村上弘明、永松隆太朗 / 遠藤未希の両親）
  - てくてく♪信州（MBSラジオ、20:00。出演:魚住由紀、来栖正之）
  - ラジオ特集 震災3年 被災地の子どもが見つめる未来 岩手・宮城（GQ制作/NHKラジオ第1、21:05。出演:中田萌、八木淳子。司会:大槻隆行）[187]
  - 福島のいまを伝えたい 高校生が描く絶望と希望の物語（FP制作/NHKラジオ第1、23:10。出演:福島県立いわき総合高等学校演劇部）
- 3月11日
  - 震災から3年 復興のシンボル“さんてつ”全線復旧!（GQ制作/NHKラジオ第1、13:05。出演:望月正彦〔三陸鉄道〕、大木聖子、コンサイ他。司会:道谷眞平、村上由利子）
  - 震災3年 心と心をつないだ歌（HK制作/NHKラジオ第1、20:05。DJ:平野哲史、さとう宗幸、加藤登紀子、）[188]
- 3月13日 - ラジオも! かごしま大作戦（HG制作/NHKラジオ第1、17:20。DJ:田上真澄）
- 3月14日 - 文化放送フライデープレミアム 菊池桃子30周年記念スペシャル“菊池桃子の青春ラブレター”（文化放送、19:00）
- 3月16日
  1. 元気になるラジオ!なべラジ!（RKBラジオ、12:00。出演:吉田正樹、林修。DJ:ゴリけん、山口たかし、森田美位子）[189]

  - アメーバ大喜利ざぶとんさん（TOKYO FM、19:00[166]。出演:マンボウやしろ、大橋俊夫）[190]
  - バニラ・エア presents わくわく台湾トラベラー（AIR-G'、19:00[159]。DJ:鈴木彩可）
- 3月21日
  - AEON G.G プレゼンツ いつか聴いた歌〜スタンダードラブソングス〜（文化放送、9:00。出演:和田誠、阿川佐和子 / 森山良子）[191]
  - Love Connection Kyushu 2014（fm fukuoka/FMQ-League、13:00。出演:BUTCH）
  - LIONEL RICHIE 2014〜ザ・ソウル・レジェンド（TOKYO FM、17:00。DJ:ルーシー・ケント）
  - “ニャ”るほどエネルギー会議（TOKYO FM、18:00。出演:竹内薫）
  - 教師たちの駆け込み訴え 発達障害のこどもたちを支えるために（NHKラジオ第1、22:15。出演:宮尾益知〔国立成育医療センター〕、野波ツナ。インタビュアー:兼清麻美）
- 3月23日
  - パンサーのsmartステーション（ニッポン放送、20:00[160]）
  - 拝啓、倉本聰様〜小山薫堂からのプレゼント（TOKYO FM、19:00[166]）
- 3月29日
  - 20th Anniversary Special! Re-Born the Future,Re-Born the cross. (CROSS FM、12:00。ナビゲーター:立山律子、コウズマユウタ)[192]
  - 2泊3日で行く!大人の伊勢志摩旅行（TBSラジオ、15:00。出演:石原壮一郎、佐藤渚）
  - 再発見 文化放送 ちょこっと耳より情報局（文化放送、17:00。出演:加納有沙）
  - やのひろみの今治の「わっ!」しまなみの「わっ!」（文化放送、20:30）
- 3月30日
  - 2014年度も踊る春の新番組スペシャル（TBSラジオ、11:30。出演：ハライチ、うしろシティ、ジェーン・スー）
  - 杉村太蔵の平成トレンドリサーチ（静岡放送、14:00。出演:鬼頭里枝、青田夏奈）[193]
  - SAKURA Messages with Aqua Timez（TOKYO FM、19:00[166]）
  - 報道特別番組「秘密〜今、明らかになる　ある大学生の死」（MBSラジオ、20:00。語り:水野晶子）[194]
  - MUSIC HOLIDAY（NACK5、25:00。出演：1000say、H△G、Hachi/Hatch、蟲ふるう夜に / Happyだんばら）[195]

### 2回以上放送のシリーズ番組
- スター声の年賀状（文化放送）
- ザ・フォークソングメモリーズ
- 1月1日
  - 2014新春スペシャル 笑顔の門には福来る（山陽放送ラジオ、6:55。DJ:滝沢忠孝、田中愛）
  - おめでとう日本列島2014（NHKラジオ第一放送、8:05。DJ：寺門亜衣子、中谷文彦 / 松村邦洋）
  - A Dawning Revolution（FM FUJI、10:00。出演：DJ Nico）
  - お正月だよ歌バトル 浜村淳vs福島アナ（MBSラジオ、10:30）
  - 二宮清純 2014年 日本スポーツ大予測（ニッポン放送、11:00）[154]
  - 新春スポーツスペシャル 原監督新春対談 夢ふたたび（アール・エフ・ラジオ日本、12:00。出演:原辰徳、寺川綾、小林幸明）[198]
  - 新春特別番組・林文子横浜市長が語る今年の横浜（アール・エフ・ラジオ日本、13:30）
  - 新春知事対談・神奈川元気ビジョン（アール・エフ・ラジオ日本、13:45。出演:黒岩祐治）
  - 喜多ゆかりの三十路ラジオ(朝日放送ABCラジオ、15:00。出演:上田剛彦、桂文三)
  - レッドとジローの新春からオーライオーライ（朝日放送、17:25）
  - 元日の夜はぷちぷちケータイ俳句（NHKラジオ第1、19:20。出演:阪西敦子、神野紗希、櫛部天思、佐藤郁良。司会:だいたひかる、古賀一）
  - 生姜でぽかぽか正月レシピ（TBSラジオ、17:50。出演:森島土記子、橋浦多美）
  - 松山千春スーパーショット（STVラジオ、19:00。東海ラジオ、20:00）
  - 根岸愛のもちもち機内放送(*´ω｀*) 新春特別便（HBCラジオ、21:30。出演:槙田紗子〔PASSPO☆〕）
- 1月2日
  - 上原浩治・工藤公康 僕らのベースボール（文化放送、14:30。出演:斉藤一美）
  - 宮下純一の攻めるなら、2014年（ニッポン放送、16:00。出演:城彰二、村主千香）[154]
  - 福本・下柳の正月から「ほんますんません」（朝日放送、17:25。出演:福原歩、葛城育郎）
  - 大森俊治のこしょこしょばなし2014（HBCラジオ、21:00）
- 1月3日
  - すこたまFACTORYお正月スペシャル「平野政吉伝」（秋田放送、15:00。出演:ワリーガッタナー、神様、たまちゃん、椿田恵理子）[199]
  - 番組宣伝隊バンセンジャー特番（エフエム秋田、17:00）
  - 小山田圭吾の新町ラジオ（NHK-FM、21:00）
- 1月13日 - クラレ“ランドセルは海を越えて”presents ONE LITTLE ACTION（TOKYO FM、11:30。出演:平原綾香、宮崎香蓮、内堀たけし / 高梨沙羅、成海璃子。DJ:中西哲生、高橋万里恵）[200]
- 1月18日 - 防災ラジオ特集「命を守るために」暴風雪に備える（NHKラジオ第1/IK、12:15。出演:松澤勝〔寒地土木研究所〕、前田潔史〔札幌管区気象台〕、松田泰明〔寒地土木研究所〕 / 小林孝司。司会:赤松俊理、村上陽子）[201]
- 1月19日 - グラミー2014!（10倍楽しむ為の）大予想スペシャル（AIR-G'、19:00[159]。DJ:森基誉則）
- 1月26日
  - 頂点 〜初めてつかんだ9.26〜（東北放送、11:05。出演:伊藤晋平）[202]
  - プロ野球キャンプ直前スペシャル!!〜勝手に言わせろ!〜（MBSラジオ、20:00。出演:藪恵壹、吉井理人）
- 2月9日
  - 日本大相撲トーナメント第38回大会実況中継（文化放送、16:00。出演:松村邦洋。解説:高砂親方。実況:松島茂。司会:高橋将市）
  - BoAのShout It Out（ニッポン放送、19:00[160]。出演:荘口彰久）

- 2月11日 - 防災ラジオ滋賀2014（QP-FM/NHK-FM、13:00。エフエム滋賀、13:00。エフエムひこねコミュニティ放送、13:00。FMひがしおうみ Radio Sweet、13:00。えふえむ草津、13:00。出演:浅居笑、松島あつこ。進行役:高鍬亮、井上麻子、ファミリーレストラン）[207]
- 2月17日、4月21日、6月9日 - 水野真里子の幸せラジオ（文化放送、4:00。出演:古賀シュウ、テル）[208]
- 3月9日 - タカラレーベンプレゼンツ 吉田尚記と飛騨風花のシンデレラストーリー（ニッポン放送、19:00）[209]
- 3月10日 - 希望の道〜ティーナ・カリーナが見つめる東日本大震災（TBCラジオ、20:00）[210]
- 3月11日
  1. 歩み311〜東日本大震災から3年 それぞれの今（bayfm、〔前半〕9:00 / 〔後半〕13:00。DJ:きゃんひとみ、KOUSAKU）
  2. 東日本大震災特別番組 絆みやぎ 明日へ（東北放送、9:00。出演：藤沢智子、結城登美雄 他）[211]
  3. Heart to Heart〜東京から東北へ〜（J-WAVE、14:00。DJ:レイチェル・チャン）[212]
  4. 東日本大震災から3年〜忘れない 3.11〜（IBC岩手放送、12:35。出演:神山浩樹、奥村奈穂美 他IBCオールキャスト）[213]
- 3月16日 - 第二回高校野球クイズ王決定戦!!（MBSラジオ、20:00。出演:近藤亨、森本栄浩、里見まさと、かみじょうたけし、須藤理恵（青空））[214]
- 3月27日 - 開幕前夜2014 プロ野球ラジスコープ(NHKラジオ第1、20:05。解説:大島康徳。出演:松中みなみ、早瀬雄一)
- 3月30日 - デーモン閣下の日本のエネルギーを学ぼう、考えよう（ニッポン放送、19:00。出演:市川眞一、上村貢聖 / 田添菜穂子）[215]
- 4月13日 - Feelin' Groovy-Another Story of Rock 春!(TOKYO FM、19:00[166]。出演:May J.、DJ:LOVE)[216]
- 5月4日 - 横山幸雄 入魂のショパン 2014（TOKYO FM、19:00[166]）
- 5月5日
  - お天気ヒットパレード「5月だ外へ飛び出そう」編（NHKラジオ第1、8:05。出演:伊藤みゆき、杉原満）
  - 母の詩2014〜母の日によせて（文化放送、9:00。出演:竹内靖夫、水谷加奈、島田歌穂、つるの剛士）[217]
  - Vプレミアリーグ 女子バレーボール 優勝おめでとう久光製薬スプリングス（ニッポン放送、11:30）
  - KYOTO DE WRAPPIN' 〜Chapter BRIGHT TIME〜（α-STATION、15:00。DJ:EGO-WRAPPIN'）
  - ラジオなぞかけ問答 こころ寿司（NHKラジオ第1、15:05。出演:なぎら健壱、七瀬なつみ、寺嶋由芙。司会:ねづっち〔Wコロン〕、三輪秀香）
  - 女子とオヤジのはしご酒 2014・初夏（NHKラジオ第1、17:05。出演:久本雅美、眞鍋かをり、森公美子 / 博多華丸、吉田類）
- 5月6日 - LOTTE Ghana presents 広瀬すずのカーネーション・レター（TOKYO FM、11:30）[218]
- 5月14日 - RADIO KICKS!RETURNS（CROSS FM、23:00。DJ:辻詩音）[219]

#### 1年間で複数回放送された、または放送予定の特番
- 2013年12月30日 - 2014年1月3日、Pレコ（秋田放送 / 〔1月2日、1月3日〕7:38、〔1月1日〕11:35。出演:秋田放送#アナウンサー）
- 1月1日 - 1月3日
  - 乱歩の惑星〜江戸川乱歩・生誕120年〜（NHKラジオ第2、8:00。司会:みうらじゅん、大槻ケンヂ）[227]
  - ラジオが伝えた!文豪たちの素顔（NHKラジオ第2、11:30。解説:大村彦次郎。司会:宇田川清江）
  - 『うま』しくに!三重〜Riding New Waves〜（レディオキューブFM三重、13:00。出演:林景子、富田哲也 / 中西悠綺〔Tokyo Cheer②Party〕）[228]
  - どさんこ元気塾新春SP（STVラジオ、16:00。出演:中村美彦、内山よしこ）
- 1月1日 - 1月5日
  - ジャパニーズ・ゴールデン・ポップス（NHK-FM、17:50。出演:〔1月1日〕武内享、〔1月2日〕森若香織、〔1月3日〕DAITA、〔1月4日〕中澤裕子、〔1月5日〕増子直純〔怒髪天〕）
  - 真冬の夜の偉人たち（NHK-FM、24:00。出演:〔1月3日、1月5日〕加賀美幸子 / [229]）
- 1月1日 - 大友良英・ハイブリッド音楽館〜世界も音楽もひとつなんかじゃないぞー!〜（NHK-FM、14:00）[230]
  - 8月17日 - 大友良英・ハイブリッド音楽館〜世界も音楽もひとつなんかじゃないぞー!2014・夏〜（NHK FM、19:20）[223]
- 1月7日、2月3日、3月3日、4月7日、5月12日、6月1日、7月7日[231]、8月4日、9月8日予定 - 魁!!なすなか塾(MBSラジオ、20:00[137]。出演:吉竹史)[232]
- 1月13日、2月11日 - LiLi&GoのReady go♪[233]（NHKラジオ第1、8:05。DJ:西寺郷太、LiLiCo）
- 1月13日、3月21日、7月21日 - つぶや句575（NHKラジオ第1、〔1月13日〕17:05、〔3月21日、4月29日、7月21日、9月23日〕18:05。出演:つぶやきシロー、佐藤文香、司会:沢田石和樹）
- 1月23日(vol.25)、2月14日(vol.26)、3月10日（vol.27）、4月27日（vol.28）、6月2日（Vol.29）、7月14日（Vol.30）、8月25日（Vol.31） - Sプラ the LIVE(STVラジオ、20:30 / 〔Vol.27〜Vol.29、Vol.31〕19:30 / 〔Vol.30のみ〕18:00。出演:〔Vol.25〕蜜、スモゥルフィッシュ / 〔Vol.26〕RAM WIRE、城太郎 / 〔Vol.27〕Chicago Poodle、ケイタク / 〔Vol.28〕ブレエメン、LIFriends / 〔Vol.29〕見田村千晴、宇宙まお / 〔Vol.30〕SHOGO〔from 175R〕、C.I.Project / 〔Vol.31〕片平里菜、竹友あつき。司会:〔Vol.25、Vol.28、Vol.29〕室田智美、〔Vol.26〕松原えりか、〔Vol.27〕吉川のりお、〔Vol.30〕田村次郎)[234]
- 1月25日、3月1日 - 懐かしのミュージックアワー（CBCラジオ、16:00）
- 1月25日、3月22日 - 〜歌を絆に〜東北希望コンサート(TBSラジオ、19:00[173]。出演:〔1月25日〕underpath!、普天間かおり、イケメン’ズ。司会:佐藤渚)[235]
- 1月31日 - ORANGE CARAMELのオレキャラ☆ナイト（文化放送、〔1月31日〕19:00[236]。出演:Orange Caramel、コトブキツカサ / 〔1月31日〕ヒョンギ（朝鮮語版））
- 2月2日 - EIR⇔LINE Reboot〜“AUBE”edition〜（AIR-G'、19:00[159]。DJ:藍井エイル）[237]
  - 8月31日 - EIR⇔LINE Reboot 〜“IGNITE”edition〜 supported by 北海道Azmacy[238](AIR-G'、21:00。DJ:藍井エイル)
- 2月9日 - ワンダフルミュージック〜恋のキス&クライ〜（AIR-G'、19:00[159]。DJ:屋木志都子）
  - 8月17日 - ワンダフルミュージック〜残暑ざんしょ?〜（AIR-G'、19:00[159]。DJ:屋木志都子）
- 2月11日、5月5日、7月21日 - アニソンポッド（ラジオNIKKEI第1、2月11日9:00、5月5日11:00、7月21日7:35。DJ:檜川彰人）
- 2月12日(第6回)、5月28日(第7回)、8月27日（第8回） - T×T GARAGE presents Gコン（AIR-G'、20:00。司会:DJ龍太）[239]
- 2月11日、5月6日、7月21日[240][241] - 大友良英の「STRANGE TO MEET YOU!」（NHKラジオ第1、10:05。出演:〔2月11日〕古川日出男、〔5月6日〕落合恵子、〔7月21日〕高橋源一郎）
- 2月23日 - Run Beat!! ウィンタースペシャル(NHK-FM、9:00。出演:有森裕子、道端カレン。司会:中倉隆道)[242]
- 3月7日、3月14日、3月21日、3月28日 - 政府広報番組なるほど消費税（TOKYO FM、19:55。川瀬良子）[243]
- 3月9日〔前編〕、3月30日〔後編〕 - RADIO FOLT（FM AICHI、19:00[244]。出演：安藤竜二）[245]
- 3月10日3月15日、4月5日、4月6日[246] - 東日本大震災から3年 今つなぎたい 全国の絆II（NHK仙台放送局制作/NHKラジオ第1、〔3月15日/4月5日〕9:05、〔4月6日〕17:05。司会:マギー審司、普天間かおり）[247]
- 3月18日 - 21日、一慶・チャコのパックインミュージック（TBSラジオ、20:00。DJ:〔3月18日〕山本コウタロー /  〔3月19日〕永六輔、愛川欽也 / 〔3月20日〕伊藤銀次、杉真理、山崎ハコ）[248]
- 4月12日、5月24日、6月16日 - GI最前線!ジョッキー★ナイト（MBSラジオ、20:00[137]。出演:〔4月12日〕川田将雅、川須栄彦、岩崎翼 / 〔5月24日〕四位洋文、藤岡佑介、藤岡康太 / 〔6月16日〕佐藤哲三、浜中俊、高倉稜。司会:お兄ちゃん〔ビタミンS〕、中島亜由美）
- 4月27日、7月27日 - 辺境ラジオ[249]（MBSラジオ、24:00。出演:内田樹、名越康文、西靖）
- 5月4日、6月8日 - アンニョン?（AIR-G'、19:00。DJ:前田幸）
- 5月5日、8月12日予定 - こだわりソング・パーティー(NHKラジオ第1、19:20。出演:〔5月5日〕細川茂樹 / 〔8月12日〕井原慶子、佃井皆美。司会:伊藤友里、ハライチ)[250]
- 5月6日 - ハガキ職人のウタゲ!（NHKラジオ第1、17:05。司会:川島明）
- 5月11日、7月6日 - 黄昏のオヤジ(ニッポン放送、20:00[160]。DJ:弘兼憲史、石川みゆき、竹内義和)
- 6月3日、10日、17日、24日 - The Cheserasera の“なるようになるさ”(CROSS FM、23:00)[251]

### レギュラー番組のスペシャル版
- 1月1日、1月2日 - FM福岡新春スペシャル 「WAKU WAKU ドリーム★レディオ」（FM福岡、7:30。FM福岡、12:00。DJ:田代奈々、HARU）
- 1月1日 - 1月3日
  - 謹賀新年“今年も現場から…所太郎です（山陽放送ラジオ、6:55。信越放送、8:20）
  - 私はピアノ新春特別番組2014　フジコ・ヘミングピアノソロ特集（ラジオ関西、〔1月1日〕12:45。〔1月2日、1月3日〕14:45。DJ:天宮遥）[252]

- 1月1日
  - オールナイトPAO〜N（KBCラジオ、0:00）
  - BIG SPECIAL 〜馬でハッピー2014〜（JFN、1:00。TOKYO FM、2:00。DJ:Lucy Kent）
  - Lady Go!!あけおめSP（超A&G+、1:00。DJ:小松未可子）
  - Awesome Beats新春特番〜天王洲に朝がくりゃ〜（InterFM、2:00。DJ:澤田修）
  - Happy New ZEPPA（J-WAVE、3:00。DJ:落合隼亮）[254]
  - お正月から開店! ウメ子食堂〜温故知新（RKBラジオ、7:00。同局、13:00。出演: 門馬良、葉山さつき、中嶋順子）[157]
  - 森脇健児の新春!!走るラジオ2014（ABCラジオ、11:00。出演:小川恵理子）[138]
  - お正月だよ!アニメロティック5時間アニソンSP（HBCラジオ、12:00。出演:中田有香、下坂真沙美、船越ゆかり、SHIHO。DJ:MAYU、アニー先生）
  - リョービスペシャル 山野秀子のちいさなパティオ（中国放送、12:00）
  - 私立恵比寿中学 放送部新春大エビ祭り2014（文化放送、13:00）[255]
  - OH!HAPPY NEW YEAR うまいもんダービー（JFN、13:00。出演:八代亜紀。DJ:井門宗之）
  - 花ちゃん一座のお正月（秋田放送、13:00）
  - 茶屋町MBS劇場正月興行(14:00。出演:柏木宏之)
  - ゴゴマキ図書館〜お正月の発表会〜（秋田放送、15:00）
  - なみはや亭新春興行（朝日放送、16:00。案内役:伊藤史隆）
  - おとなの駄菓子屋 店主誕生日スペシャル（MBSラジオ、16:00）
  - おめでとう!ちきゅうラジオ2014（NHKラジオ第1、16:05。出演:宮澤佐江〔SNH48〕、鈴木まりや〔SNH48〕。DJ:内多勝康、倉益悠希）
  - 美輪明宏 薔薇色の日曜日SP愛の手引書2014（TBSラジオ、19:00）
  - 上田義朗のベトナム元気!新春スペシャル（MBSラジオ、21:00。出演:野村朋未）
  - 香菜子のなまらないと!新春スペシャル（HBCラジオ、21:00）
- 1月2日、1月3日
  - 大沢悠里の鶴亀ワイド（TBSラジオ、8:30）
  - 新春おめでた文芸（NHKラジオ第1、〔1月2日 俳句〕17:05、〔1月3日 短歌〕14:40、〔1月3日 川柳〕17:05。出演:富士眞奈美、太田治子、林家きく姫）
- 1月2日
  - 今年も登るぜ!登るわよ!山ガール山オヤジ お正月スペシャル!（HBCラジオ、15:20。出演:山崎英樹、堰八紗也佳 / gan）
  - 道上洋三の午年のウマい話（朝日放送、14:00）[138]
  - ロジャー大葉のラジオな気分 お正月大ゲーム大会（東北放送、18:00）
  - ちょっと暮らし北海道新春SP（STVラジオ、19:00。出演:奈良愛美）
- 1月3日
  - お正月から3人娘の『かしまし』女子会!（RKBラジオ、7:00。出演:中嶋順子、吉留樹里、壽老麻衣）[157]
  - 上柳昌彦 ごごばん 2014新春スペシャル（ニッポン放送、11:30。出演:増山さやか）
  - 文化放送新春報道スペシャル 後藤謙次 Point of View〜2014年、この国の行方（文化放送、14:30。出演:太田英明、菅義偉）
  - Poppin'sugar pops（HBCラジオ、21:00。DJ:Music Delivery BAN BAN RADIO!のシュガーD）
- 1月4日
  - マット安川のずばり勝負（アール・エフ・ラジオ日本、12:00。出演:加藤知華、円山法昭）
  - ラジカントロプス2.0 新春アイドルSP（アール・エフ・ラジオ日本、15:00。出演:lyrical school、GEM）
  - ヒャダインの"ガルポプ!"新春SP（NHK-FM、19:20。出演:小出祐介〔Base Ball Bear〕、南波一海 / 宮崎由加〔Juice=Juice〕、宮本佳林〔Juice=Juice〕、Megu〔Negicco〕）[230]
    - 8月22日 - ヒャダインの“ガルポプ!”夏休みスペシャル（NHK FM、21:10。出演:でんぱ組.inc、チームしゃちほこ、乃木坂46、LinQ）[223][256]

  - 関澤邦正のリバーサイドTALK(アール・エフ・ラジオ日本、23:30)
- 1月5日 - ミュージックラインウィンタースペシャル〜寒い冬!スタジオは熱気でムンムン!いまって冬でしたっけ?〜（NHK-FM、12:15。出演:Silent Siren、Tokyo Cheer②Party、Doll Elements、POSSPO☆、palet / グッドモーニングアメリカ、ケラケラ、Cyntia、GILLE、HIP HOP サポーターズ、SKY-HI、YAK.、やなわらばー / 片山萌美。DJ:宇徳敬子、平田裕香）
- 1月13日
  - MAXIMUM POWER ROCK TODAY（bay fm、9:00。DJ:伊藤政則）[257]
  - Radio Backers 〜君に幸あれ〜 成人の日スペシャル（TOKYO FM、20:00。DJ:タオルズ / 高山都）[258]
- 1月18日 - 夢★夢Engine!「科学の宝箱」発売スペシャル（TBSラジオ、19:00[173]。出演:松尾貴史、加藤シルビア）[259]
- 1月19日 - あの街ツアーズ!!SP[260]（HBCラジオ、10:45。出演:石崎輝明、堰八紗也佳）
- 1月25日 - 家康の時計物語（静岡放送、10:25〔山田辰美の土曜はごきげん 内〕）[261]
- 1月26日 - サンデークリニック 2時間スペシャル（静岡放送、14:00。出演:鈴木通代 他）[262]
- 2月2日 - フジイケンジのすてきななかまたち（HFM、19:00。出演:The Birthday、斉藤和義 / 隅倉弘至〔初恋の嵐〕）[263]
- 2月6日 - 井森美幸のググッとぐんま プレゼント大放出スペシャル!（TBSラジオ、18:00。出演:林みなほ、中山秀征）[264]
- 2月11日
  - TOKYO GAS CURIOUS HAMAJI 〜VALENTINE SPECIAL〜（bayfm、13:00。出演:JUJU、スギちゃん、押切もえ。DJ:浜島直子） [265]
  - みうらじゅんのサントラくん青春ノイローゼSP（NHKラジオ第1、17:05。出演:宮藤官九郎 / 美保純、峯田和伸）
- 2月16日 - 藤本敦士と河田直也・桜井一枝のうきうきカワスポ運動部（MBSラジオ、20:00）
- 2月17日 - オレたちの名馬（MBSラジオ、20:00[137]。出演:ギャロップ林、ビタミンSお兄ちゃん、中島亜由美）
- 2月22日
  - オトナのためのリクエストプログラム〜オト☆リク All Time Movie Hits 洋楽編（TBSラジオ、19:00。鈴木万由香）
  - ももいろクローバーZ・笑福亭鶴瓶 土曜日のあれ（ニッポン放送、20:30）[266]
- 2月23日 - 王貞治・稲盛和夫・五木寛之 NEXTSTAGEへの提言 がんばろう!ニッポン人次世代へのメッセージ（ニッポン放送、18:00。出演:〔18:00〕王貞治、松本秀夫 /〔19:00〕稲盛和夫、八木亜希子 /〔20:00〕五木寛之、垣花正）[267]
  - 富嶽三十六プロジェクト 富嶽三十六曲セレクション（TOKYO FM、19:00[166]。出演:竹谷靱負。DJ:今井広海）
- 3月1日 - NHKのど自慢チャンピオン大会2014（NHKラジオ第1、19:30。審査員:つるの剛士、藤あや子、前川清／徳永ゆうき。司会:小田切千）
- 3月10日 - ネットワーク1・17〜東日本大震災から3年関西から被災地にできること（MBSラジオ、19:30。出演:松田曜子〔関西学院大学災害復興制度研究所〕、松田朗〔岡本商店街振興組合〕、播磨靖夫〔財団法人たんぽぽの家〕、内海徹〔石巻仮設住宅自治連合推進会）。司会:千葉猛）
- 3月11日
  - 上柳昌彦 ごごばん!スペシャル東日本大震災から3年 東北の今、そしてこれから（ニッポン放送、11:30。出演:増山さやか、土方正志）
  - これからを見つめてLOVE&HOPE 3年目の春だより（TOKYO FM、13:00。DJ:ロバート・キャンベル、高橋万里恵）
  - LOVE&HOPE SPECIAL〜被災地から学ぶ知恵〜（TOKYO FM/JFN、16:00。出演:井上崇、阿部志穂、古賀徹。DJ:中西哲生、古賀涼子）
  - LOVE&HOPE SPECIAL あの日、ラジオは何を伝えたのか?〜アンパンマンが流れた日〜（TOKYO FM、26:00）[268]
- 3月15日 - こども音楽コンクールスペシャル（TBSラジオ、19:00[173]。司会:林みなほ）[269]
- 3月16日
  - 大谷・脊山のオレ達キキマス! 〜4月のラインナップ大発表!〜（ニッポン放送、19:00）※プレ特番
  - 阿部亮のNGO世界一周!三陸・釜石の挑戦〜それぞれの思いを未来につないで〜（ニッポン放送、20:00[160]）
- 3月21日
  - スカイロケットカンパニー“JT PRECIOUS TIME MEMORIES”(TOKYO FM、11:30。DJ:マンボウやしろ、浜崎美保)
  - JA共済 presents My name is...Special（TOKYO FM/JFN、14:00[166]。AIR-G'、3月23日19:00[159]。出演:酒井美紀）[270]
  - AKIBANOISE 東京WiFi化計画! Supported by NTT東日本 光ステーション（TOKYO FM、15:00。DJ:もふくちゃん、サンキュータツオ）
- 3月23日 - 街中がラジオパーク!らぶらじ大行列（静岡放送、13:00）
- 3月30日 - かつお&さおりのB級ラジオ図鑑2014!春2時間SP（高知放送、12:00）
- 4月27日、8月31日 - T×T GARAGE presents off the grid〜ワイルドサイドを歩け〜（AIR-G'、19:00[159]。出演:岩杉夏、中渓宏一）[271]
- 4月29日
  - WILKINSON "twilight music" Holiday Edition(TOKYO FM、11:30。DJ:島村仁)[272]
  - A-Liveホリデーリクエストスペシャル（FM AICHI、17:00。DJ:内藤聡）[273][274]
- 5月5日 - スカパー!日曜シネマテーク特別版（TOKYO FM、15:00。出演:園子温、堤幸彦、大根仁、崔洋一、種田陽平、大森立嗣、小泉徳宏、水田伸生、原田眞人。司会:グレゴリー・スター、美波）[275]

### イベント関連
- 1月1日
  - 新春特番 HAPPY SUNRISE 2014〜そらの初日の出＠T38〜（FM NORTH WAVE、6:00。DJ:鹿島千穂）
  - トメちゃん・イシハラの最上稲荷馬年初詣中継（山陽放送ラジオ、10:00）
  - ミヤリサン製薬presentsトークライブ ラジオ活劇「北方謙三 水滸伝」（KBCラジオ、20:00。出演:北方謙三、石橋凌、小久保裕紀。司会:中島浩二）[282]
- 1月2日
  - ABS秋田放送開局60周年 新春特別番組「志の輔さんがやってきた」（ABSラジオ、14:05）
  - 渋谷アニメランド@秋葉原（NHKラジオ第1、19:20。出演:吉木りさ、畑亜貴、marina、中村繪里子、仁後真耶子、西原史顕。司会:藤崎弘士）
- 1月4日 - ライブビート from WEST SIDE（NHK-FM、14:00。出演:渡辺智恵〔ベートルズ〕、ザッハトルテ、パイレーツカヌー、ホームカミングス。DJ:安田謙一）[283]
- 1月5日
  - 山根基世のSUNDAY CLASS（TOKYO FM、7:00。出演:古賀涼子）[284]
  - TOKYO FMシネマスペシャル〜永遠の0・小さいおうち（TOKYO FM、19:00[166]。DJ:有村昆）
- 1月11日 - 横浜トヨペット 新型ハリアー presents ニッポン放送×FMヨコハマ『Discover ヨコハマ2014』（ニッポン放送、FMヨコハマ、共に13:00。出演:煙山光紀〔ニッポン放送〕、栗原治久〔FMヨコハマ側〕、東島衣里〔ニッポン放送〕、穂積ユタカ〔FMヨコハマ側〕）[285]
- 1月13日
  - 東京ディズニーリゾート® presents Hapiness Holiday（TOKYO FM、14:00。DJ:高橋万里恵、住吉美紀、LOVE、齊藤美絵、川瀬良子、浜崎美保）[286]
  - McDonald's presents American Vintage '50s diner Special（AIR-G'、14:00。出演:鈴井貴之。DJ:高山秀毅）[287]
- 1月26日
  - NLA Presents ナキワラ!2013全国ライブ（CBCラジオ、13:00。司会:永岡歩）[288]
  - JA兵庫西フォークジャンボリー(ラジオ関西、16:00。出演:ばんばひろふみ、尾崎亜美、太田裕美)
  - 食卓のおいしいは、安全・安心から!「食のまち・さっぽろフェストinチ・カ・ホ」（AIR-G'、19:00[159][289]。出演:原田沙斗）
  - 青春のグラフィティ2014（CBCラジオ、19:00。出演:海援隊、因幡晃、イルカ、杉田二郎、南こうせつ。司会：小堀勝啓）[290]
  - オーヴォ開幕直前!小倉智昭の素晴らしいショウを紹介しましょう（ニッポン放送、20:00[160]。出演:増田みのり）
- 1月27日 - 大阪府医師会特番『混合診療、どうなるあなたの医療-えっ!?そんなんいつ決まりましたん?』（MBSラジオ、20:00[137]。出演:今西拓人〔毎日新聞〕、高井康之、豊島美雪。司会:古川圭子）[291]
- 2月2日 - オダサク・ラジオ（MBSラジオ、20:30。解説:増田周子〔関西大学〕。朗読・司会:森本栄浩）[292]
- 2月9日 - 愛知県下JA-SS presents さかいゆう TALK&LIVE@エリア807 (FM AICHI、19:00。出演:黒岩唯一)[293]
- 2月14日 - AIR-G'札幌モーターショー・スペシャル!（AIR-G'、13:00。DJ:森基誉則 / 箕輪直人）[294]
- 2月16日 - 第54回旭川冬まつり AIR-G' Song for You（AIR-G'、19:00[159]。出演:LOVERSSOUL、EverZOne、Natsuki。DJ:原田紗斗）
- 2月23日 - 第11回神戸カラオケグランプリ（ラジオ関西、16:00）[295]
- 3月2日
  - JD共済 presents SDD全国こども書道コンクール（FM OSAKA〔TOKYO FM[166] / AIR-G'[159] / FM AICHI[244] / fm fukuoka〕、19:00。司会:大塚由美）[296]
  - NEC presents 昭和×平成 アイドル祭!（MBSラジオ、20:00。出演:myunとyayo[297]、Especia、いずこねこ。司会:U.K.、ヲクタン）[298]
  - RISING SUN ROCK FM PRE SPECIAL（FM NORTH WAVE、21:00。出演:西木基司、yuka）[299]
- 3月9日
  - はみだし しゃべくりラジオ キックスホワイトデー直前 ラララ♪サンキューSpecial（山梨放送、12:00。出演:中村静香 / 二瓶有加、水口亘 / たかまつなな。司会:山田ルイ53世〔髭男爵〕、いしいそうたろう、原香緒里）[300]
  - 日清のどん兵衛 presents 北野誠のズバリ 公開生放送（CBCラジオ、14:00。出演:青木まな、村瀬みちゃこ、安田大サーカス、オジンオズボーン）[301]
- 3月15日 - おトクな春を迎えよう!新生活応援キャンペーン（TBSラジオ、12:00。出演:杉村太蔵、八ツ井慶子、西出博子。司会:小林悠）[302]
- 3月15日、16日 - シルク・ドゥ・ソレイユ オーヴォ スペシャル（FMヨコハマ / InterFM / bayfm / NACK5。出演:谷口博教、小倉智昭。司会:djmapi松本ともこ）
- 3月19日、8月20日 - ライブハウス・R-1（NHKラジオ第1、〔3月19日 / 8月20日〕20:05。出演:〔3月19日〕流田Project、吉木りさ / 〔8月20日〕風男塾。DJ:ポカスカジャン / 西恵利香〔AeLL.〕）※8月20日以降は「ライブハウス・R-1_プラス」として公開生放送
- 3月21日
  - ガイド・フォー・ラ・フォル・ジュルネ・オ・ジャポン 2014（TOKYO FM、9:00。DJ:小山ジャネット愛子）
  - 第33回毎日カルチャースペシャル奈良公園春日野・高円の里 ラジオウォーク（MBSラジオ、10:30。出演:猪熊兼勝〔京都橘大学〕、上野誠、桂米團治、浜村淳、近藤光史、野村啓司、子守康範、上泉雄一、鳥居睦子、大内真紀 / 押尾コータロー、南かおり、河島アナム / 浅越ゴエ、くっすん / 藪恵壹、藤本敦士 / 川上千尋、中野麗来、照井穂乃佳、明石奈津子〔NMB48〕）
  - 東京ドイツ村からDO IT!!（ニッポン放送、13:00。司会:荘口彰久、田中美和子）[303]
  - 流山おおたかの森S・C ANNEX OPENING SPECIAL!（bayfm、13:30。出演:chay、ダイスケ／LoVendoЯ、足立梨花、一青窈、SKY-HI、東京女子流。司会:〔前半〕山口美沙、福田麻衣 / 〔後半 16:00〕井森美幸、森久保祥太郎）
  - Live!エレうた!（NHKラジオ第1、20:05。DJ:喜屋武ちあき、三澤紗千香）
- 3月23日 - TORIO 2nd Anniversary presents K's Transmission〜坂崎さんちのヒナまつり〜（NACK5、20:00。出演:坂崎幸之助〔THE ALFEE〕、ダイスケ、蜜）[304]
  - おいでよ!SBSラジオパークよしもと&ラジオパーソナリティー大集合!（静岡放送、14:30。出演:次長課長、カズ&アイ、トレンディーエンジェル、ムーディー勝山）[305]
- 3月29日
  - YELL! 2DAYS〜わたしからあなたへ（CBCラジオ、7:00。出演:小島よしお、北野誠。DJ:〔3月29日7:00〕広瀬隆、渡辺美香 / 〔3月29日12:30〕平野裕加里、永岡歩、澤朋宏 / 〔3月29日21:30頃〕河原﨑辰也、永岡歩、BOYS AND MEN / 〔3月29日28:00〕ヌーボーロマン、酒井直斗 / 〔3月30日9:00〕小堀勝啓）[306]
  - 島根県自殺予防普及啓発事業こころのうたキャンペーン　自殺予防FMラジオ特別番組「日本一 心のあったかい県。島根県を目指して」（V-Air、12:00。司会:稲田茂）[307]
  - 20th Anniversary Special!Re-Born the Future,Re-Born the cross.（CROSS FM、12:00。ナビゲーター:立山律子、コウズマユウタ）[308]
  - 大宅映子の辛口フォーラム（TBSラジオ、19:00[173]。出演:赤池学、秋沢淳子）[309]
  - JET STREAM 2014 LIVE IN CONCERT by JAPAN AIRLINES（TOKYO FM/JFN、22:00。出演:大沢たかお / 小山ジャネット愛子）[310]
- 3月30日
  - 1ミニッツストーリーCMアワード（山梨放送、14:00。出演:三井明子〔アサツー ディ・ケイ〕、福里真一）[311]
  - Dear BEATLES 2014（NACK5、19:00。出演:坂崎幸之助〔THE ALFEE〕、chay）[312]
  - 「ベスト オブ アンジェラ・アキ」in三井アウトレットパーク 札幌北広島（AIR-G'、19:00[159]。司会:北川久仁子）[313]
- 4月6日 - よみうり大手町ホール開館記念特別番組〜春の響き〜（JFN、19:00[159][166][244]。演奏:読売日本交響楽団、河村尚子。指揮:尾高忠明）[314]
- 4月13日
  1. 乃木坂46 SPECIAL 「気づいたらサッポロファクトリー」（AIR-G'、19:00[159]。出演:橋本奈々未〔当時乃木坂46〕、桜井玲香〔同〕、北野日奈子〔同〕。司会:DJ龍太）[315]
- 4月14日〔前編〕、4月21日〔後編〕 - ありがとう浜村淳です 40周年大パーティー（MBSラジオ、20:00。出演:西川きよし、坂田利夫、今いくよ・くるよ、倭太鼓飛龍、鳥居睦子、ありがとう娘。/ 五木ひろし、谷村新司）[316]
- 4月22日 - EARTH×HEART LIVE 2014(TOKYO FM/JFN、19:00。出演:ASIAN KUNG-FU GENERATION、STRAIGHTENER、Nell、Tizzy Bac。司会:とーやま校長、よしだ教頭)[317]
- 4月29日
  - グランドジェネレーションミュージック（文化放送、11:00。出演:森山良子、タケカワユキヒデwithゴダイゴ。司会:太田英明）[217][318]
  - ラジオパーク in 日比谷2014 ライブスペシャル（ニッポン放送、11:30。案内役:新保友映）
  - ユアエルム presents with you SPRING FESTIVAL（bayfm、13:00。DJ:djmapi松本ともこ）[319]
- 5月5日
  - ピーアーク presents bayfmフリマパラダイス (bayfm、9:00。出演:May'n、リンダ3世、クリス・ハート、真野恵里菜、TERU〔GLAY〕、ゴスペラーズ、Amour MiCo、carat。司会:DJmapi松本ともこ、きゃんひとみ、野呂佳代)
  - 音まね工房 どんな音でも作ります（ニッポン放送、10:05。出演：江戸家小猫、おかもとまり）[320]
  - Sound for Children 〜子どもたちの夢 powered by Plan Japan〜（TOKYO FM/FM OSAKA、13:00。出演:馬野裕朗〔プラン・ジャパン〕、政井マヤ、風味堂。司会:ペナルティ、Chigusa）[321]
- 5月6日 - アートな箱根であいましょう（ニッポン放送、11:30。DJ:石川みゆき、三山ひろし）[322]
- 5月10日 - 15th Anniversary Kobe 新開地 Jazz Vocal Queen Contest（ラジオ関西、20:00）[323]

### ラジオドラマ
- 1月1日、1月2日 - ニッポン放送開局60周年記念オーディオドラマ『海賊とよばれた男』（ニッポン放送、19:00。原作:百田尚樹。出演:中村雅俊、國村隼、他 / 上柳昌彦）[154]
- 1月2日 - 交響詩 ジーンとともに〜たった一羽の渡り鳥〜（NHK-FM、21:00。原作:加藤幸子。脚色:長田育恵、演出：藤井靖。出演:渋谷はるか、石川由依、大西玲子）
- 1月6日1月7日 - 1月10日、1月13日 - 1月17日、エンダーのゲーム（ニッポン放送、〔1月6日1月7日 - 1月10日 / 1月13日 - 1月16日〕 23:54、〔1月17日〕22:00。オースン・スコット・カード原作、脚本：會川昇。出演:逢坂良太、佐藤聡美、白石涼子、沢城みゆき、桑島法子）[2][325]
- 3月9日 - ニッポン放送開局60周年記念ラジオドラマ『想像ラジオ』（ニッポン放送/Suono Dolce、20:00[160]。出演:西田敏行、小泉今日子。原作:いとうせいこう）[326]
- 3月29日 - 大阪ガスpresents イストワール histoire 第4話「秋茄子のススメ」（原作:有吉佐和子「華岡青洲の妻」〔新潮社刊〕。脚本・演出・出演:岡部尚子。出演:楠見薫、上瀧昇一郎、古谷ちさ）[327]
- 4月29日 - シェイクスピアが教えてくれた（NHKラジオ第1、16:05。出演：岡本健一、松岡和子、斎藤環 他）

## 放送時間移動
- 1月1日 - TV-HITS プレミアム（ラジオ関西、平日〔月曜日 - 金曜日〕 5:15、木曜日 21:00、土曜日 5:40）放送時間繰り上げ
- 1月3日
  - Kenjiroと口約束（ラジオ関西、金曜日 21:30）[328]
  - ノースリーブスの「週刊ノースリー部」(ニッポン放送、金曜日24:00)剛力彩芽 スマイル S2 スマイルと枠交換により放送時間繰り上げ
    - 4月6日 - ノースリーブスの「週刊ノースリー部」（ニッポン放送、日曜日22:30）放送曜日変更・放送時間拡大

  - 剛力彩芽スマイル S2スマイル（ニッポン放送、金曜日24:40）ノースリーブスの「週刊ノースリー部」と枠交換により放送時間繰り下げ
    - 4月4日 - 剛力彩芽スマイル S2スマイル（ニッポン放送、金曜日24:00）放送時間繰り上げ元通り
- 1月4日 - Asami のPole Pole Saturday（ミュージックバード cross culture チャンネル、土曜日9:00） Asami の MUSIC BOXより放送曜日移動や放送時間繰り上げによる改題
- 1月5日
  - 富嶽三十六プロジェクト〜富士山音風景〜（TOKYO FM、日曜日7:55。DJ:今井広海）放送時間繰り上げ
  - 名曲ラジオ 三浦紘朗です（ラジオ関西、日曜日25:00）放送時間繰り下げ
  - ハーバーヤングジョッキー（ラジオ関西、日曜日27:00）放送時間繰り下げ
- 3月31日
  - スポーツフォーカル（RBCiラジオ、平日〔月曜日 - 金曜日〕14:00。出演:漢那邦洋）民謡で今日拝なびらと枠交換により放送時間繰り上げ
  - 民謡で今日拝なびら（RBCiラジオ、平日〔月曜日 - 金曜日〕16:00。出演:上原直彦、北島角子、八木政男）スポーツフォーカルと枠交換により放送時間繰り下げ
  - 藤沢ノリマサのプレミアムタイム（STVラジオ、月曜日18:30）
  - ようこそ!洋二の部屋（STVラジオ、月曜日19:00。出演:大家彩香）
  - m.c.A・Tプレシャスタッチ!（STVラジオ、月曜日20:00）
  - BOYS AND MEN 栄第七学園男組（CBCラジオ、月曜22:00）単独番組化に伴い放送曜日週頭に移動し放送開始時間繰上げ
  - ドロシーリトルハッピーのジャンプ!（東北放送、月曜日23:00）放送曜日変更に伴う放送時間繰り下げ
  - モーニング娘。'14 道重さゆみの今夜もうさちゃん♥ピース（CBCラジオ、月曜日24:30）放送枠を丑三つドキドキ枠への変更に伴う放送時間繰り下げ
- 4月1日
  - SUZUKI presents KAT-TUN田口淳之介のTAG-TUNE DRIVING（TOKYO FM、平日〔月曜日 - 金曜日〕16:50）
  - INTER X-PRESS[329]（bayfm、平日〔月曜日 - 水曜日〕19:00。DJ:門脇知子）放送時間繰上げ拡大
  - ON8+1（bayfm、平日〔月曜日 - 水曜日〕21:00）放送時間繰り下げ
  - 近藤真彦くるくるマッチ箱（文化放送、火曜日21:30。出演:加納有沙）放送時間繰り下げ元通り
  - ナガオカ×スクランブル（CBCラジオ、平日〔火曜日 - 金曜日〕 22:00）放送曜日移動拡張し放送時間繰上げ
  - We are Juice=Juice（bayfm、火曜日22:30）[330] 放送曜日変更に伴う放送時間繰り下げ
  - Doll☆Elementsの「どるラジ」（火曜日25:00）曜日移動
- 4月2日
  - 民謡の花束（ラジオ沖縄、平日〔水曜日 - 金曜日〕21:00。出演:〔水曜日〕当銘由亮 / 〔木曜日〕宮田隆太郎、宮城梓 /〔金曜日〕松田一利）放送時間繰り下げて曜日移動、帯番組に戻る
  - 我が家・Cheeky Paredeのガヤガヤパレード（文化放送、水曜日21:30）放送時間繰り下げ[331]
  - AKB48のオールナイトニッポン（ニッポン放送、水曜日25:00）曜日移動
- 4月3日 - 稲垣吾郎のSTOP THE SMAP（文化放送、木曜21:30）放送時間繰り下げ元通り
- 4月4日
  - Event 80 Navi（TOKYO FM、金曜日19:00。案内役:宮島咲良）放送時間繰り上げて元の時間に戻る
  - アイラとちかのお気に召すまま（FM PORT、金曜日20:00）放送時間繰り上げに伴う曜日移動
  - ゆよゆっぺ・八王子Pのハンドメイドラジオ（FM PORT、金曜日21:00）放送時間繰り上げに伴う曜日移動
  - 上戸彩 ブリリアント・ライフ（ニッポン放送、ナイター延長しない日の平日〔火曜日 - 金曜日〕21:35、土曜日21:25）放送時間繰り下げ独立番組化
  - 西川貴教のちょこっとナイトニッポン（ニッポン放送、ナイター延長しない日の平日〔火曜日 - 金曜日〕21:40）放送時間繰り下げ元通り
  - アルコ&ピースのオールナイトニッポン（ニッポン放送、金曜日25:00）一部昇格[54]
- 4月5日
  - 小島一宏 一週間のごぶサタデー（東海ラジオ、土曜日10:00）放送時間短縮
  - おぎやはぎのクルマびいき（TBSラジオ、土曜日12:10頃〔土曜ワイドラジオTOKYO 永六輔その新世界内〕。CBCラジオ、土曜日11:40）放送曜日移動に伴い放送時間大幅繰上げ
  - 青木和雄の土曜がいちばん!（ラジオ大阪、土曜日15:00)放送時間繰り上げ
  - キスマイ 北山宏光ナニキタ（ニッポン放送、土曜21:50）放送時間繰り下げ及び放送曜日変更、「キスマイ 北山宏光ナニキン!」の独立番組化により改題
  - 関ジャニ∞ 大倉忠義 ラジオ好っきゃねん（ニッポン放送、土曜22:00）杏のAnytime Andanteと枠交換により関ジャニ∞大倉忠義 日曜日好っきゃねんが放送時間繰り上げ及び放送曜日変更に伴い改題
  - 杜このみ ふわり うたの旅（STVラジオ、土曜日22:30）放送曜日移動につき放送時間短縮
  - サンモジ・しろっぷの独立宣言!（STVラジオ、土曜日23:15）『いち・にのサンモジ』や『しろっぷのおもしろっぷラジオ』を統合し放送時間繰り下げ
  - DI:GA 茂木放送協会（TOKYO FM、土曜日24:30）放送時間繰り上げ
  - Hello! SATOYAMA&SATOUMI Club（アール・エフ・ラジオ日本、土曜27:00。DJ:矢島舞美〔℃-ute〕、宮崎由加〔Juice=Juice〕）
- 4月6日
  - 万田発酵 presents 朝ドレ情報いちばん（TBSラジオ、日曜日5:00）放送枠繰り下げ
  - 林みなほ プレシャスサンデー（TBSラジオ、日曜日6:00）放送開始時間繰り下げ
  - MELLOW WAVE（TOKYO FM、日曜日5:30。DJ:ジョージ・カックル、LOMI）放送開始時間繰上げ[332]
  - 東京ガス「ふんわりの時間」（TOKYO FM、日曜日8:00。DJ:中嶋朋子）Sunday Switch（後述）と枠交換し放送時間繰り上げ
  - Sunday Switch（TOKYO FM、日曜日8:30。DJ:山本潤）Keep On Smilingと枠交換し放送時間繰り下げ
  - 函館発!恭子のスーパーステーション（STVラジオ、日曜日11:00）放送時間繰り下げ[333]
  - J.P TOP20（FM CHAT、日曜16:00。DJ:谷沢正樹、荒ケ田貴美）放送時間繰り下げ
  - 上田義朗のベトナム元気!（MBSラジオ、日曜日17:00。出演:野村朋未）放送曜日移動につき放送時間繰り上げ
  - 唐さん・一枝の艶歌でOH!きに（MBSラジオ、日曜日16:30）放送時間繰り下げ
  - 田村次郎のTAMU RADIO（STVラジオ、日曜日24:30）放送時間大幅繰り下げに伴う放送曜日移動
- 4月7日 - 水樹奈々のMの世界（TOKYO FM、月曜日25:30）放送曜日移動
- 4月28日 - 大貫妙子 one fine day（STVラジオ、毎月最終月曜日20:00）放送時間繰り下げに伴う放送曜日移動[334]
- 7月5日 - 里見まさとのおおきに!サタデー（ラジオ大阪、土曜日17:30）放送時間繰り下げ
- 7月7日
  - 中井雅之のハッピーで行こう!（ラジオ大阪、平日〔月曜日 - 金曜日〕9:00）放送時間繰り上げ
  - ほんまもん!原田年晴です（ラジオ大阪、平日〔月曜日 - 金曜日〕12:00）放送時間繰り上げ
  - 高岡美樹のべっぴんラジオ（ラジオ大阪、平日〔月曜日 - 金曜日〕15:00）放送時間繰り上げ
- 9月29日
  - 中西ふみ子の今日も元気に（ラジオ大阪、平日〔月曜日 - 金曜日〕5:15、6:40）放送時間を二部構成
  - かにタク言ったもん勝ち（東海ラジオ、平日〔月曜日 - 金曜日〕9:00）放送時間繰り上げ
  - オールナイトニッポン0(ZERO)（ニッポン放送、〔月曜日 - 木曜日〕27:00）放送時間短縮
- 10月4日 - サクサク土曜日 中邨雄二です（ABCラジオ、土曜日7:30）放送時間短縮

## 放送再開番組
- 4月6日再開 - 、根岸愛のもちもち機内放送（*´ω｀*）2014便（日曜日20:00。DJ:根岸愛〔PASSPO☆〕）
- 4月7日 - 仁鶴の日曜思い出メロディ（KBS京都、日曜日8:00。出演:内海裕子）放送再開
- 9月29日再開 - ココロのオンガク 〜music for you〜（文化放送、月-金曜日18:30。出演:井手大介）
- 9月30日再開 - 2015年3月26日、オトナカレッジ（文化放送、火-金曜日20:00。出演:砂山圭大郎）
- 10月5日再開 - 板東英二のおばあちゃんと話そう（MBSラジオ、日曜日6:20。出演:関岡香、リリアン）第2期

### 期間限定再開番組
- 2月2日 - 3月30日、ほわふわ武者修行RADIO!（bayfm、日曜日20:30。DJ:WHY@DOLL）
- 2月5日 - 7月23日、いかすぜ!東北 ぼくたちのイイトコ自慢!!（東北放送、水曜日16:40。出演:名久井麻利）
- 4月4日 - 9月13日、イナズマロックレディオ supported by ポップリ。[335]（e-radio、金曜日19:00。DJ:井上麻子、仙石幸一）
- 4月5日再開 - 9月27日、RISING SUN ROCK FM（土曜日 21:00。DJ:yuka）
- 6月4日再開 - 聡と秀希とおいしい話（FM AICHI、水曜日21:00。出演:内藤聡、橘秀希）[336]
- 10月24日再開 - 2015年2月27日、ぼくらの青春 J-POP 平成ミュージック・グラフィティー（NHKラジオ第1、金曜日20:05。隔週交代DJ:福澤浩行 / 與芝由三栄）